# Даль, Олег Иванович
Оле́г Ива́нович Да́ль (25 мая 1941, Люблино, Московская область, СССР — 3 марта 1981, Киев, Украинская ССР, СССР) — советский актёр театра и кино. В 1963 году окончил Щепкинское театральное училище при Малом театре. В кино дебютировал в студенческие годы, сыграв Алика Крамера в фильме Александра Зархи «Мой младший брат». Среди киноролей Даля 1960-х годов — Женя Колышкин («Женя, Женечка и „катюша“»), Солдат и Кукольник («Старая, старая сказка»), Соболевский («Хроника пикирующего бомбардировщика»). В 1970-х годах фильмографию актёра пополнили Шут («Король Лир»), Лаевский («Плохой хороший человек»), Зилов («Отпуск в сентябре»), принц Флоризель («Клуб самоубийц, или Приключения титулованной особы») и другие персонажи. В 1987 году за роль Зилова Даль был посмертно удостоен специального приза Союза кинематографистов СССР на Всесоюзном фестивале телевизионных фильмов.
Значительная часть творческой биографии Даля связана с театром «Современник», куда актёр был принят после окончания Щепкинского училища. На сцене «Современника» Даль играл в разные годы Ваську Пепла («На дне»), Мужчину («Вкус черешни»), Камаева («Провинциальные анекдоты»), Балалайкина («Балалайкин и К°»), сэра Эндрю Эгьюйчика («Двенадцатая ночь»). Работая в других театрах страны, артист воплотил на сцене образы Двойникова («Выбор», Ленинградский театр Ленинского комсомола), Беляева («Месяц в деревне», Театр на Малой Бронной). В последние месяцы жизни Даль репетировал в Малом театре роль Ежова (спектакль «Фома Гордеев»); до премьеры актёр не дожил.
Желание попробовать свои силы в режиссуре привело Даля в ноябре 1976 года на Высшие курсы сценаристов и режиссёров, откуда он был отчислен в 1977 году. С 23 октября 1980 года преподавал актёрское мастерство во ВГИКе. Даль скончался 3 марта 1981 года в киевской гостинице «Студийная» во время творческой командировки. Похоронен на Ваганьковском кладбище. Часть рукописного творческого архива Даля (дневники, стихи, письма, черновики сценариев) была опубликована после его смерти. В 2021 году на стене дома, где Даль жил в течение трёх последних лет (Смоленский бульвар, № 6—8), была установлена мемориальная доска.

## Происхождение. Детские и школьные годы
Олег Даль родился 25 мая 1941 года в городе Люблино (ныне район Москвы). Его отец — уроженец Воронежской губернии Иван Зиновьевич Жерко (1904—1967) — был выпускником Московского института путей сообщения, прошедшим заводской путь от инженера до главного конструктора предприятия; мать — Прасковья Петровна — работала учительницей в школе. Существуют как минимум две версии, связанные с происхождением Даля. Согласно одной из них, отец Олега имел при рождении фамилию Жерко. По семейной легенде, в молодости он писал заметки в газете «Гудок» под псевдонимом Даль и впоследствии «узаконил» вымышленное имя в паспорте. По другим данным, Иван Зиновьевич, рассказывая сыну об их фамилии, упоминал, что бабушка Олега «была родом из Луганска, откуда и Владимир Иванович Даль».
Семья Далей, в которой росло двое детей (старшая дочь Ираида родилась в 1933 году), проживала в Люблино, на улице Московской, ныне — Люблинской. В школьные годы Олег хотел стать лётчиком, однако из-за чрезмерной активности в спорте у юноши возникли проблемы с сердцем, и мечту о полётах пришлось оставить. К числу внеклассных увлечений Даля относились также рисование, занятия в хоре, посещение театральной студии при Центральном доме детей железнодорожников. Сознавая, что для получения ролей необходимо решить проблемы с дикцией, в том числе с выговариванием звука «р», мальчик сумел самостоятельно, без вмешательства логопедов, преодолеть картавость. Впоследствии Олег рассказывал, что на его профессиональный выбор повлиял роман «Герой нашего времени»; прочитав произведение Михаила Лермонтова, старшеклассник Даль сказал себе: «Я должен стать актёром, чтобы сыграть Печорина».

## Щепкинское училище. Первая роль в кино

В роли Алика Крамера. 1962 год

Родители Даля отнеслись к решению сына стать артистом без энтузиазма, однако препятствовать его выбору не стали. В 1959 году, получив аттестат об окончании средней школы, Олег подал документы в Щепкинское театральное училище при Малом театре. На вступительном экзамене он читал монолог Ноздрёва из «Мёртвых душ» и отрывок из лермонтовской поэмы «Мцыри». Несмотря на то, что привычное представление о гоголевском персонаже явно не соответствовало внешнему облику абитуриента («длинного, худющего, с копной вьющихся волос»), Олег был принят на курс профессора Николая Анненкова (кафедра мастерства актёра).
Даль, как отмечают исследователи, относился к учёбе весьма серьёзно. На втором курсе он начал вести дневник, в котором анализировал и лекции преподавателей, и тот драматургический материал, который студенты разбирали во время занятий. В дневнике Олег пытался найти отличия между такими понятиями, как «злободневность» и «актуальность», делал наброски сюжетов; там же содержалось признание: «Понял, пьесы мне не написать. Я ещё слишком глуп и мал…».
В студенческие годы к Далю пришёл первый успех, причём не на сцене, а в кино. В 1961 году Александр Зархи, познакомившись ещё в рукописи с романом Василия Аксёнова «Звёздный билет», сумел убедить худсовет «Мосфильма» в необходимости начать съёмки картины о молодых героях, которым хочется «жить — и всё. Быть людьми, соблюдающими моральный этикет, но оставаться свободными». Поиски исполнителей для фильма, получившего название «Мой младший брат», привели режиссёра сначала в Щукинское театральное училище, затем — в Щепкинское. Так на съёмочной площадке появились студенты Андрей Миронов, Александр Збруев и Олег Даль, которому досталась роль Алика Крамера.
По воспоминаниям Зархи, у него остались неоднозначные впечатления о работе с Далем. С одной стороны, Олег сразу понял суть создаваемого образа; его герой — «человек свободной души, не сдерживающий себя в оценке происходящих вокруг событий», — во многом напоминал самого Даля. С другой стороны, артист-дебютант не мог осознать, что длительные предсъёмочные репетиции необходимы для закрепления рисунка роли, а потому постоянно импровизировал: «Сегодня он репетирует так, завтра репетирует по-другому, находясь в том же образе, но иначе. <…> Мне как режиссёру нужно было подстраиваться под его актёрскую индивидуальность».

Несколько угловатый, ещё неоформившийся, уже не мальчик, но ещё и не «муж», — таким появился на экране Алик — Олег Даль. Он был, в общем, похож на своих сверстников: щенячий апломб, лёгкая рисовка выдавали в нём неутомимое желание «выпрыгнуть» из своего возраста…<…> В то время его герой пришёлся как раз впору. Про Даля так и писали, что он привёл на сцену и на экран аксёновских мальчиков.— Наталья Галаджева

## В «Современнике» (1960-е годы)
Первого июля 1963 года решением государственной экзаменационной комиссии выпускнику Щепкинского училища Олегу Далю была присвоена квалификация «актёр драматического театра и кино». Тремя днями ранее, 29 июня, дирекция «Современника» обнародовала постановление общего собрания труппы, в котором указывалось, что Даль принят в штат театра-студии. Выходу этих документов предшествовали дипломные спектакли, на которых присутствовали представители московских театров, в том числе жена Олега Ефремова — актриса Алла Покровская. Именно она пригласила двоих выпускников «Щепки» — Виктора Павлова и Олега Даля — на показ в «Современник». Показ проходил в два тура, причём, согласно воспоминаниям Михаила Козакова, уже во время первого было понятно, что Даль («органичный, живой, темпераментный, пластичный») «идеально подходил эстетике» ефремовского театра.
Молодой перспективный артист, которому в театре дали прозвища Далёнок, Оленёнок и Олежек (его тёзку Ефремова звали по контрасту Олег Большой, а Табакова именовали Лёликом), официально был зачислен на работу 20 августа 1963 года, однако на протяжении нескольких сезонов серьёзных ролей ему не предлагали. Поначалу Даль был в основном занят в эпизодах или же вводился в спектакли во втором и третьем составах. Его взаимоотношения с театром складывались непросто, потому что в Дале, по словам киноведа Натальи Галаджевой, присутствовал «переизбыток внутренней свободы».
Так, однажды во время спектакля «Валентин и Валентина» Олег, исполнявший небольшую роль Саши Гусева, сел на край сцены и обратился к зрителям с просьбой «дать закурить». Несмотря на то, что для Даля подобная импровизация была просто способом общения с публикой, дирекция театра сочла этот экспромт отходом от запланированного действа и вынесла актёру выговор. Кроме того, у артиста время от времени случались алкогольные срывы и немотивированные исчезновения, завершавшиеся проработкой на общих собраниях и «взятием на поруки». Ефремов периодически помещал его трудовую книжку в сейф, демонстрируя тем самым намерение уволить недисциплинированного артиста. Однако, по свидетельству Михаила Козакова, Даля в театре «любили и прощали»; обычно через полмесяца трудовая книжка Олега возвращалась в отдел кадров.

### Первый брак. Нина Дорошина

Дорошина и Даль в фильме «Первый троллейбус». 1963 год

Первая встреча Даля с актрисой «Современника» Ниной Дорошиной произошла весной 1963 года, во время показа выпускников Щепкинского училища на сцене театра-студии. Во втором туре Далю досталась роль свинопаса Генриха из «Голого короля»; опытная артистка театра Дорошина («длинноногая, с тонкой талией, круглолицая») взялась подыграть дебютанту. Чуть позже Олег и Нина пересеклись на Одесской киностудии, где шли съёмки фильма «Первый троллейбус». Вернувшись, артисты сообщили труппе, что решили пожениться.
По словам актрисы «Современника» Людмилы Ивановой известие о предстоящем браке не стало в театре сенсацией, и никого не смутил тот факт, что Олег называл свою невесту «исключительно Ниной Михайловной» (Дорошина была старше Даля на шесть лет). Предстоящая свадьба соотносилась с установками Ефремова, мечтавшего создать коллектив единомышленников и близких по духу людей (примером служила семейная пара Олег Табаков — Людмила Крылова). Мероприятие, главными действующими лицами которого были Даль и Дорошина, выглядело по меркам 1960-х годов весьма респектабельным: на праздник пришла вся труппа, коллеги преподнесли молодожёнам много подарков, в том числе часы, постельное бельё и хозяйственную утварь. Однако в разгар торжества Даль, заметив особое внимание Ефремова к Дорошиной, покинул собственную свадьбу. «Нет, никто никому не дал в морду, не стрелялись, не дрались на саблях. <…> Алкоголь. И исчезновение дня на три-четыре» (свидетельство Михаила Козакова). Впоследствии Нина, объясняя причины скоропалительного брака и столь же стремительного разрыва с Далем, говорила: «Не нужно ничего делать назло другим».

### «Всегда в продаже»
С произведений Василия Аксёнова началась не только кинематографическая, но и полноценная театральная биография Олега. В спектакле по пьесе Аксёнова «Всегда в продаже», поставленном Ефремовым в 1965 году, Далю досталась не главная, но значимая в контексте сюжета роль трубача Игоря. Его герой выходил на сцену, держа в одной руке футляр с трубой, в другой — сетку-авоську, в которой лежали молочные бутылки. Общаясь во дворе с соседями по дому, Игорь рассуждал о роли Диззи Гиллеспи в истории мирового джаза, а затем начинал играть «Высокую, высокую луну». Исполняемая персонажем композиция была записана на магнитофон, но зрители, видя эмоциональную отдачу артиста, пребывали в уверенности, что на трубе играет сам Даль. Эпизод с его участием, как правило, заканчивался аплодисментами.
Людмила Гурченко, игравшая в спектакле «Всегда в продаже» роль подруги Игоря («стиляжки в чёрных чулках и короткой малиновой юбке»), позже вспоминала, что в сольном номере Даля-трубача, когда его длинная тонкая фигура «изгибалась вопросительным знаком», минорная импровизация артиста была наполнена нежностью; в этой сцене, по словам актрисы, возникала ассоциация с картиной Пабло Пикассо «Девочка на шаре».

Трубач в исполнении Олега Даля был образом музыканта — артиста, взлетевшего высоко и прекрасно понимающего свою высоту. В этом своём соло он всегда был разным. <…> Один раз — да, Олег любит, он счастлив! А другой — нет, он счастлив, когда он один. Его много, очень много.— Людмила Гурченко

### Второй брак. Татьяна Лаврова
Татьяна Лаврова появилась в «Современнике», будучи уже достаточно известной актрисой: зрители начала 1960-х годов знали её по таким ролям, как Нина Заречная (МХАТ, «Чайка») и жена физика Гусева Лёля («Девять дней одного года», Михаил Ромм). Согласно воспоминаниям Людмилы Ивановой, взаимная симпатия, возникшая между Далем и Лавровой, стала на определённом этапе одной из злободневных тем в театре; в труппе обсуждали, смогут ли сложиться долговременные отношения между артистом с непростым характером и артисткой, считавшейся «самой своенравной среди женщин».
Лавровой удалось установить добрые отношения с матерью и сестрой Даля. Дав согласие на брак с Олегом, Татьяна не настаивала на помпезной свадьбе, поэтому церемония, состоявшаяся в 1965 году, была ограничена формальной процедурой росписи в загсе; после регистрации актриса взяла фамилию мужа. Благодаря содействию родственников Лавровой молодожёны сумели быстро получить отдельную квартиру в Сокольниках. Однако мужское внимание к Татьяне порой вызывало ревность со стороны Даля. Как рассказывал Михаил Козаков, когда в Москву прибыл Дин Рид, ранее познакомившийся с Лавровой на кинофестивале в Южной Америке, Олег устроил своеобразное состязание с американским певцом: в его номере гостиницы «Украина», где спонтанно собрались актёры «Современника», Даль весь вечер пел под гитару песни на стихи Есенина.
Лаврова, по утверждению коллег, с пониманием относилась к ревности и непредсказуемости в поведении мужа — причины его срывов актриса объясняла природной, особо тонкой чувствительностью: «Он <…> как человек без кожи». Их брачный союз тем не менее оказался недолгим: через полгода Татьяна и Олег разошлись. После развода, оформленного без взаимных претензий, Даль покинул квартиру в Сокольниках и вернулся в дом матери.

### «На дне»
В ноябре 1968 года на сцене «Современника» состоялась премьера спектакля по пьесе Максима Горького «На дне», поставленного Галиной Волчек. Роль одного из обитателей ночлежки — вора Васьки Пепла — Волчек предложила Далю. Пресса, в целом доброжелательно приняв постановку, обошла вниманием работу Олега — его фамилия даже не упоминалась в рецензиях. Однако сохранились свидетельства коллег артиста, а также киноведов, которые спустя годы рассказывали, что «такого Пепла <…> в нашем искусстве, пожалуй, ещё не было».
По словам Натальи Галаджевой, Васька Пепел, сыгранный Далем, мог при определённых обстоятельствах стать поэтом — в персонаже, «прошедшем все круги жизненного ада» и тоскующем по гармонии, обнаруживались трагические порывы «к счастью, к красоте». Михаил Козаков утверждал, что он видел постановки «На дне» в других театрах страны, однако нигде роль Васьки Пепла не игралась столь обнажённо, как в исполнении Даля («пожалуй, только в довоенном французском фильме Жана Ренуара было что-то похожее»). Вор Васька, по словам Козакова, выглядел на сцене «Современника» как запутавшийся русский человек, а сам артист «сгорал в этой роли». Анастасия Вертинская воспринимала героя, образ которого был создан Олегом, не как обитателя «дна», жившего на рубеже XIX—XX веков, а как пребывающего в смятении «нашего современника»: «Когда он [Даль] ушёл с этой роли, её просто не стало».

### «Вкус черешни»
Через шесть лет после прихода в «Современник», в 1969 году, Даль получил первую в своей сценической биографии главную роль: он сыграл Мужчину в спектакле «Вкус черешни», поставленном по пьесе польской писательницы Агнешки Осецкой режиссёром Екатериной Еланской. Партнёршей Олега, исполнившей роль Женщины, была актриса Елена Козелькова. Спектакль задумывался как мюзикл, и актёры по ходу действия танцевали и пели (песни для «Вкуса черешни» сочинил Булат Окуджава, ряд музыкальных номеров написал Максим Дунаевский).
Как вспоминал джазовый пианист Виктор Фридман, приглашённый в постановку в качестве руководителя музыкального коллектива, во «Вкусе черешни» в полной мере раскрылся импровизаторский дар Даля: по ходу действа актёр «резвился, получая сам от этого громадное удовольствие и доставляя такое же зрителю». Иногда, включая в диалоги незапланированные реплики, он даже ставил свою партнёршу в тупик. Свидетельством умения Олега молниеносно реагировать на обстоятельства стала история, произошедшая во время гастролей Ташкенте. Там во время спектакля «Вкус черешни» на сцену с грохотом упала и разбилась большая прожекторная лампа. Герои, согласно задумке постановщиков, в этот момент прощались в лесу, и благодаря Далю, отреагировавшему на внезапную ситуацию фразой «Охотники стреляют…», зрители восприняли эпизод с лампой как часть сюжета.

Он [Даль] создал свой собственный, оригинальный артистический стиль, в котором слились воедино элементы двух актёрских школ: американского кино и русского театра. <…> Мне казалось, что он слишком молод — для героя моей пьесы, слишком молод — в качестве партнёра Елены Козельковой, слишком молод — для своих лет. Помню, во время репетиции «Черешни» я посетовала на эту его моложавость Окуджаве. «Не беспокойся, — ответил тот, — ещё успеет состариться». Не успел…— Агнешка Осецкая

## В кинематографе (1960-е годы)
Даль пришёл в кинематограф в годы оттепели, и эта эпоха наложила отпечаток на его роли 1960-х годов. Герои Даля, появившиеся в ту пору на экране, выглядели романтиками-максималистами, искренними и наивными мечтателями, людьми, стремящимися в любых обстоятельствах сохранить право оставаться собой. Среди них — «непризнанный гений» Алик Крамер («Мой младший брат»), фантазёр Женя Колышкин («Женя, Женечка и „катюша“»), печальный Кукольник и неунывающий Солдат («Старая, старая сказка»), ироничный Евгений Соболевский («Хроника пикирующего бомбардировщика»). В фильмографию Даля в 1960-х годах вошли также фильмы: «Человек, который сомневается» (Борис Дуленко), «Первый троллейбус» (Сеня), «От семи до двенадцати» (Шурик, новелла «Чёрный котёнок»), «Строится мост» (Юлиан), «Солдат и царица» (Солдат). В числе «упущенных возможностей» актёра — несостоявшаяся работа в фильме Сергея Бондарчука «Война и мир»: Олег участвовал в пробах на роль Пети Ростова, однако не был утверждён.

### «Женя, Женечка и „катюша“»
Женя Колышкин пришёл на смену шпаликовским мальчикам, пошатнув святую уверенность шестидесятников в том, что «бывает всё на свете хорошо» грустной мудростью Окуджавы. Эликсир счастья — «капли датского короля», — безусловно, «сильнее клеветы, страха и холеры…», вот только найти его не удаётся, даже обойдя целый свет.
Фильм Владимира Мотыля «Женя, Женечка и „катюша“» был снят в 1967 году по мотивам повести Булата Окуджавы «Будь здоров, школяр!». Сценарий картины, как утверждал Окуджава, «писался в расчёте на Даля», — создатели ленты считали, что именно он способен воплотить на экране образ интеллигентного восемнадцатилетнего юноши-фантазёра Жени Колышкина, который, попав на войну, продолжает жить в собственном выдуманном мире. Несмотря на то, что Олегу во время кинопроб было двадцать пять лет, он — с угловатой, «аскетически-худой мальчиковой фигурой» — в целом совпадал по типажу с персонажем ленты. Первые пробы с участием Даля были, однако, признаны неудачными — представители худсовета киностудии отмечали, что в его герое «нет стихийного обаяния» и «русского национального начала». Мотыль, отстаивая кандидатуру Олега, объяснял коллегам, что видел работу артиста на сцене «Современника» и хорошо знает его потенциал. Вопреки решению худсовета режиссёр провёл повторные пробы, после которых Даль был утверждён на роль под персональную ответственность Мотыля.
Перед съёмками режиссёр настоятельно попросил актёра соблюдать дисциплину и «находиться в состоянии, подходящем для творчества». Тем не менее во время работы над картиной у Даля произошёл алкогольный срыв, и он получил административное наказание сроком на пятнадцать суток. Актёра, попавшего на «перевоспитание» в милицию, ежедневно под конвоем доставляли на съёмочную площадку; в конце дня он возвращался в камеру. Согласно производственному графику, именно в то время снималась сцена пребывания Жени Колышкина на гауптвахте, и внутреннее состояние артиста совпало с настроением его героя.
Сам по себе образ интеллигентного героя-фронтовика был, по словам Натальи Галаджевой, для советского кинематографа не новым: до ленты Мотыля на экраны уже вышли такие фильмы, как «Летят журавли» Михаила Калатозова и «Солдаты» Александра Иванова. Однако Женя Колышкин, будучи «младшим братом» лейтенанта Керженцева и Бориса Бороздина, принёс на экран ещё и черты сказочных героев. Подобно Иванушке-дурачку, герой Даля балагурит и озорничает, проявляет смекалку и действует так, как «диктует его чистая душа». «Не доиграв своё в детстве», Колышкин относится к военным будням с непосредственностью подростка, влюблённого в произведения Дюма: мытьё стола он превращает в игру, а грубоватую связистку Женечку Земляникину наделяет чертами Прекрасной дамы, честь которой он готов отстаивать с мушкетёрской шпагой в руках. Поначалу поведение героя-фантазёра кажется сослуживцам нелепым и смешным, однако постепенно «высокий настрой» Жени Колышкина начинает находить отклик и у связистки, и у прижимистого ефрейтора Захара Косых. Главный герой тоже меняется — осознавая, насколько далеки его романтические устремления от окружающей обстановки, он вынужденно иронизирует над собой и старается «улыбаться, чтобы не плакать».

### «Хроника пикирующего бомбардировщика»

В роли стрелка-радиста Евгения Соболевского. 1967 год

В разгар съёмок в фильме «Женя, Женечка и „катюша“» Даль покинул «Современник»; его уход, по словам киноведа Александра Иванова, был «громким и скандальным». После завершения работы в картине Мотыля Олег обратился к дирекции театра с просьбой принять его обратно. Двадцать шестого ноября 1966 года состоялось заседание худсовета «Современника», где Игорь Кваша зачитал письмо Даля. Из девяти членов худсовета лишь трое — Олег Ефремов, Евгений Евстигнеев и Виктор Сергачёв — проголосовали за возвращение актёра в труппу. Через три дня, 29 ноября, вопрос о дальнейшей творческой судьбе Даля решался на общем собрании коллектива. Олег пришёл на мероприятие в нетрезвом состоянии, и Кваша, увидев его у служебного входа, настоятельно попросил коллегу покинуть театр. Собрание проходило без Даля.
Согласно данным сохранившейся стенограммы, за Даля готовы были поручиться Владимир Земляникин, Юрий Комаров, Андрей Мягков и другие артисты «Современника». Против его возвращения проголосовали Михаил Козаков, Людмила Иванова, Кваша, Евстигнеев, директор театра Леонид Эрман; Галина Волчек воздержалась. В итоге решено было отложить вопрос на месяц. За это время Даль получил приглашение на участие в фильме «Хроника пикирующего бомбардировщика» и вернулся в «Современник» лишь через полгода.
Роль стрелка-радиста Евгения Соболевского, сыгранная Далем в «Хронике…» — это своеобразное продолжение образа Жени Колышкина. Героев объединяет лёгкая ироничность, внешняя беззаботность, нелюбовь к пафосу и тяготение к романтике. Однако если Колышкин выглядит порой инфантильным, не умеющим скрывать свои слабости, то Соболевский способен с помощью иронии закрываться от бесцеремонного вторжения в личное пространство и сохранять внутреннюю свободу. По замечанию киноведа Киры Клюевской, в «Хронике…» герой Даля «всегда чуть-чуть отстранён и потому не боится смешных положений».

### «Старая, старая сказка»
Первая встреча Надежды Кошеверовой с Далем состоялась в 1962 году, перед началом работы над гротесковой сказочной комедией «Каин XVIII». По предложению ассистента режиссёра Анны Тубеншляк Олег (в ту пору — ещё студент) был привлечён к кинопробам. По признанию Кошеверовой, во время проб она увидела молодого человека с интересным актёрским мышлением, однако принять участие в съёмках «Каина…» Даль не смог из-за запрета дирекции театрального училища.
Пять лет спустя Кошеверова предложила Далю две роли в музыкальной фантазии «Старая, старая сказка» по мотивам произведений Андерсена: артист сыграл там и печального Кукольника, и его «внутреннее состояние» — весёлого неунывающего Солдата. Партнёршей Даля стала Марина Неёлова, которой достались роли избалованной Принцессы и мягкой, деликатной Дочери трактирщика. По сюжету, Кукольник сочиняет историю про сметливого героя, которому удаётся всё: обмануть Ведьму, получить огниво, добиться взаимности от Принцессы. Сам автор-сказочник оказывается в фильме не столь удачлив: в финале картины Дочь трактирщика, ради которой была придумана волшебная история о любви, отказывается покинуть родной дом и оставить без поддержки старого отца. Герой-бродяга сворачивает ширму, складывает в чемодан своих «персонажей» и отправляется странствовать в одиночестве: «В жизни чудес не бывает».
Даль, по словам режиссёра, тщательно готовился к съёмкам, а потому у него не было проблем с текстом — в процессе работы артист не перепутал и не изменил ни одной фразы, написанной сценаристами. Однако нелюбовь актёра к повторам приводила к тому, что в каждом очередном дубле он дополнял образ Солдата новыми, неожиданными красками. Кошеверова, ценившая и умение Даля фантазировать, и его профессионализм («Если по роли требовалось, он „открывал“ свой темперамент, если нет, то его „закрывал“»), порой ограничивала количество дублей, потому что актёр своими импровизациями менял режиссёрские установки и «ломал» операторские мизансцены. Через год после выхода «Старой, старой сказки», когда Григорий Козинцев приступил на «Ленфильме» к съёмкам «Короля Лира», именно Кошеверова предложила коллеге-режиссёру пригласить на роль Шута Даля: «Это удивительный человек, лёгкий, точный, который вас аккумулирует».

## Третий брак. Елизавета Апраксина
Знакомство Даля с монтажёром студии «Ленфильм» Елизаветой Апраксиной (1937—2003) — внучкой литературоведа Бориса Эйхенбаума и дочерью театрального художника Алексея Апраксина — произошло в 1969 году, во время съёмок фильма «Король Лир». По воспоминаниям Елизаветы, их первая встреча состоялась в монтажном зале киностудии, где во время просмотра рабочих материалов появился бритый наголо (так требовалось по роли) молодой человек с «совершенно нематериальной фигурой. Такое впечатление, что в костюме не было тела». Постепенному сближению Олега и Лизы способствовала экспедиция в Нарве — там вся киногруппа Козинцева размещалась в одной гостинице. После съёмок начался обмен посланиями. Даль, находившийся с театром на гастролях, то отправлял будущей жене телеграммы с призывами «Давай поедем куда-нибудь. И вообще давай!», то предостерегал: «Предрекаю му́ку тебе от меня неимоверную… Но ты люби меня!».
Когда Апраксина сообщила Козинцеву о том, что собирается выйти замуж за Даля, кинорежиссёр откликнулся на новость телеграммой: «Замечательно! Великолепно! Удивительно! Восхитительно! Страшно рад! Пусть вам обоим всегда светит солнце!». На первых порах, по воспоминаниям Елизаветы, семья жила весьма трудно: Олег оказался «вне театра и вне съёмок», и единственным источником существования была скромная зарплата тёщи Даля — Ольги Эйхенбаум. Максимально ограничивая себя в бытовых потребностях, жена и тёща Олега порой продавали собственные вещи. Когда Даль после заключения договора о работе в фильме «Тень» принёс аванс — 300 рублей, — в доме наступил «невероятный праздник». Однако через несколько дней кто-то из знакомых актёра попросил «помочь с деньгами», и тот легко отдал оставшуюся после семейного торжества сумму. «Вообще страшно, какую нищую жизнь мы прожили. Нищую», — писала впоследствии Елизавета Апраксина-Даль.
В первое время после свадьбы Олег и Лиза жили в двух городах. Апраксина долго занималась обменом ленинградской квартиры своей матери на московскую. В 1973 году, когда стало понятно, что для поисков подходящего варианта потребуется ещё много времени, помощь пришла со стороны Олега Табакова, который от имени дирекции театра «Современник» написал запрос в Моссовет. В отправленном письме Табаков указал, что из-за жилищных проблем «О. И. Даль и его жена в течение нескольких лет живут врозь», и эта ситуация мешает работе артиста. После получения запроса секретарь исполкома Моссовета Николай Сычёв в течение суток решил «квартирный вопрос» Даля. По признанию Елизаветы, уйдя по настоянию Олега из профессии, она стала «служить мужу»: «Он считал себя главой семьи — в самом точном понимании этой должности».

## В театрах (1970-е и 1980-е годы)
В 1970 году, вскоре после ухода Олега Ефремова во МХАТ, Даль в очередной раз покинул «Современник». С этого момента начался новый этап в сценической биографии артиста: он начал искать свой театр. За десять лет Олег успел порепетировать с Ефремовым во МХАТе (тот рассматривал Даля как претендента на роль Пушкина в спектакле «Медная бабушка» по пьесе Леонида Зорина), поработать на ленинградской сцене, вернуться в «Современник», перейти в Театр на Малой Бронной, а затем — в Малый театр. Коллеги по-разному оценивали творческие метания актёра. Валентин Гафт, написавший эпиграмму со словами «Все театры Далю надоели…», считал, что ни в одной труппе он не мог реализовать свои возможности: «С Олегом произошёл тот самый жуткий случай, когда Гамлет есть, а время его не хочет». Михаил Козаков замечал, что Даль, застав атмосферу оттепельной открытости и энтузиазма, царившую в раннем ефремовском «Современнике», в дальнейшем безуспешно пытался найти подобное состояние в других театрах. Сам Даль за неделю до смерти, в ночь на 26 февраля 1981 года, написал несколько страниц воспоминаний, в которых подвёл своеобразный итог «двадцати годам своего лицедейства на сцене»:

Двенадцать полноценных и полнокровных работ. Да, там были и Пепел, и Эгьюйчик, и главная роль в мюзикле «Вкус черешни», и мой пожизненный позор — Беляев. И даже ненормальный (во всех отношениях) Двойников из Ленинграда. Остальные — уже порядком ниже. Ну, и совсем возле плинтуса копошатся, никак не умирая, мои срочные вводы. Каковые я не считал и не считаю предметом для актёрского труда.— Олег Даль

### Ленинградский театр имени Ленинского комсомола
Уйдя из «Современника», Даль более года находился «вне театра». В ноябре 1971 года актёр был зачислен в штат Ленинградского театра имени Ленинского комсомола, где сразу приступил к работе над спектаклем «Выбор» по пьесе Алексея Арбузова. В этой постановке Олег участвовал не только как исполнитель главной роли, но и как сорежиссёр (вместе с Розой Сиротой). Персонаж Даля — молодой учёный Николай Двойников, которого знакомые считают «загадочным типом», — после завершения многолетнего труда получает признание в научном сообществе и одновременно — предложения, ставящие его перед сложным выбором. Двойников должен определиться, что для него важнее: спокойное существование в престижном институте или тернистый путь «бескомпромиссного служения науке». В арбузовской пьесе главный герой представлен в двух ипостасях (положительный — в первой половине действия, отрицательный — во второй). Далю столь однозначная трактовка темы выбора показалась неинтересной, и он постарался привнести элементы противоречия в оба образа. При этом, по словам Натальи Галаджевой, артист хорошо понимал, как играть смятённого, терзающегося Двойникова во втором акте, но испытывал затруднения при создании характера «благообразного» учёного из первого.
Спектакль «Выбор», премьера которого состоялась 27 апреля 1972 года, был в целом доброжелательно встречен зрителями, особенно ленинградской интеллигенцией. Однако самого Даля раздражали и постановка, и две крайности его роли. В дневнике артиста сохранились записи, сделанные летом 1972 года: «Никогда не лезь в авантюры. <…> Знаю теперь. Опыт! „Выбор“ Арбузова — нелепейшая стряпня». Тем не менее после летних гастролей, проходивших в Горьком, артист остался в труппе, потому что ждал обещанную ему работу в постановке «Макбет». Ради участия в спектакле по шекспировской трагедии Олег отказался возвращаться в «Современник» (предложение поступило от Галины Волчек, специально приезжавшей в Ленинград на переговоры). В ноябре 1972 года, так и не дождавшись роли в «Макбете», Даль уволился из Ленинградского Ленкома и вернулся в Москву.

### «Современник»

В роли сэра Эндрю Эгьюйчика. 27 мая 1975 года

Третьего апреля 1973 года в «Современнике» состоялось самое короткое в истории театра заседание худсовета. Оно длилось всего десять минут, и на повестке дня стоял один вопрос: об очередном зачислении в штат Олега Даля. Итогом заседания стало решение, согласно которому актёр в четвёртый раз официально был принят в труппу (на самом деле, без учёта документальных формальностей, это было его девятое возвращение в «Современник»). Неделей ранее Олег Табаков и Галина Волчек провели с Далем беседу, в ходе которой поставили условие: артист сможет приступить к работе лишь в том случае, если принесёт справку о кодировании от алкогольной зависимости. Требуемый документ Далю выдал специалист по вшиванию «торпеды» — доктор Герман Баснер.
Это было последнее пребывание Олега в «Современнике». За три неполных года он сыграл там одиннадцать ролей, в том числе пять премьерных. Среди них — Камаев из вампиловских «Провинциальных анекдотов», Балалайкин из спектакля «Балалайкин и К°» по мотивам «Современной идиллии» Михаила Салтыкова-Щедрина, сэр Эндрю Эгьюйчик из «Двенадцатой ночи». Даль был подключён и к работе над постановками из прежнего репертуара «Современника» — ему, в частности, досталась «по наследству» от Ефремова роль Бориса Бороздина из спектакля «Вечно живые», с которого в 1956 году началась история театра-студии. В то же время Далю предлагали роли, которые казались несовместимыми с его актёрской органикой. Так, Олег отказался от участия в «производственном спектакле» «Погода на завтра», где ему надлежало создать образ Русакова, рабочего автозавода. Затем начались репетиции «Вишнёвого сада» — в этой постановке Даль должен был играть «вечного студента» Петю Трофимова. Артист, которому в ту пору было почти тридцать пять лет, считал, что он «вырос» из подобных ролей. Девятого марта 1976 года Олег подал заявление об увольнении по собственному желанию. В дневнике Даля информация об этом событии была ограничена двумя фразами: «Сегодня ушёл из театра „Современник“. И ничего в душе не отозвалось».

### Театр на Малой Бронной
В Театр на Малой Бронной Даль пришёл по приглашению Анатолия Эфроса в 1977 году, а уже в следующем покинул труппу. Историю пребывания Олега в этом театре исследователь Александр Иванов назвал «туманной». Даль был знаком с Эфросом со студенческих лет — тот преподавал в Щепкинском училище актёрское мастерство. Затем была их совместная работа в телеспектакле «Страницы журнала Печорина» и фильме «В четверг и больше никогда». В театре Эфрос предложил Далю роль студента Алексея Беляева в спектакле по тургеневской пьесе «Месяц в деревне». По утверждению режиссёра, Олег был «идеальным Беляевым, даже внешность трудно было лучше подобрать». Уставая от повторов, он нередко позволял себе экспромты — к примеру, во время серьёзной сцены вдруг начинал с ботинком в руках ловить невидимую бабочку. Сам же Даль в письме Эфросу признавался, что двадцатилетний Беляев ему, тридцатисемилетнему артисту, не интересен, и он играет эту роль вынужденно: «Но — театр есть театр, и кроме всего прочего, в театре хорошо то, что можно идти на сопротивление».
В 1978 году Эфрос приступил к постановке спектакля «Продолжение Дон Жуана» по пьесе Эдварда Радзинского. Роль Дон Жуана режиссёр отдал Далю; его партнёром стал Станислав Любшин, работавший над образом Лепорелло. В творческом дневнике Олега сохранилась запись, сделанная в апреле 1978 года: «Пьеса хороша, сугубо театральна. <…> Очень трудно и интересно!» Спустя некоторое время, по воспоминаниям Эфроса, Даль внезапно потерял интерес к постановке — это чувствовалось по его настроению и «злым репликам», которые он бросал в адрес режиссёра и партнёра во время репетиций. Затем, никого не предупредив и ни с кем не попрощавшись, Олег покинул театр. К работе над спектаклем был спешно подключён Андрей Миронов (Дон Жуан); Любшина заменил Лев Дуров.
По утверждению Дурова, у коллег Даля остались не самые тёплые воспоминания о недолгом пребывании артиста в Театре на Малой Бронной: «Колючий такой злюка был. <…> Я от бабушки ушёл, я от дедушки ушёл». Когда после смерти Олега началась подготовка к публикации творческого дневника актёра, оттуда были изъяты достаточно резкие записи, связанные с работой у Эфроса. Как утверждал Александр Иванов, «на Даля труппа обиделась почти поголовно».

Вся эта его история от конца к началу — совершенно мудацкая. Похороны в марте 1981-го. Даль лежит в гробу. В джинсовом костюме и в водолазке. В которых он репетировал с Эфросом «Продолжение Дон Жуана». Издёвка судьбы? Ну, может так… Только хрен такое забудешь.— Лев Дуров

### Малый театр
- Поездки за  границу: 1966 год – ПНР,  гастроли театра «Современник». 1977 год – ЧССР, гость телефестиваля «Злата Прага». 1977 год – Великобритания, гастроли Театра на Малой Бронной.

- Участие в выборных и государственных органах власти:  не участвовал.

- Правительственные награды: не имею.

- Отношение к всеобщей воинской обязанности: военнообязанный. Рядовой.

- Домашний адрес: г. Москва, Смоленский бульвар, д. 6/8, кв. 207.

На сцену Малого театра Даль впервые вышел ещё в студенческие годы: в апреле 1961 года он, второкурсник Щепкинского училища, был срочно введён в спектакль по пьесе «Макбет», где сыграл эпизодическую роль первого слуги в за́мке. На этой же сцене Олег последний раз в жизни появился перед театральной публикой. Осенью 1980 года, после переговоров с директором Малого театра Михаилом Царёвым, артист был зачислен в труппу. В своём творческом дневнике Олег писал о приходе в театр как о «возвращении в нелюбимый дом»: «Вот стоит дом в лесу, на берегу тихой речки; и родился я там, и вырос, и хорошие люди его населяют, а в душе неуютно. <…> И думаешь: а не на кладбище ли ты живёшь?».
Возможно, этот настрой повлиял на то, что первый — после длительного перерыва — выход актёра на сцену Малого театра оказался фактически сорванным. В конце декабря 1980 года Царёв оповестил труппу, что в предновогоднем спектакле «Берег» по произведению Юрия Бондарева хозяина кабачка Алекса будет играть Даль (срочная замена была вызвана внезапной смертью прежнего исполнителя этой роли — Алексея Эйбоженко). Тридцать первого декабря, в день спектакля, Даль находился не в лучшей форме; по свидетельству Виктора Борцова, на сцене артист «очень странно двигался. Как перед обмороком». Не доиграв эпизод, он ушёл за кулисы. Впоследствии в объяснительной записке, адресованной Царёву, артист перечислил причины, «вызвавшие провал». В их числе он назвал собственную «безответственность к репетициям», выпитое перед спектаклем пиво, непривычное освещение сцены, внезапно раздавшийся голос суфлёра. В конце записки Даль заверил руководителя театра, что извлёк уроки из этой истории: «Уверяю Вас — мною сделаны жёсткие и бескомпромиссные выводы».
Сразу после прихода в труппу, в ноябре 1980 года, Даль получил небольшую роль Николая Ежова в спектакле Бориса Львова-Анохина «Фома Гордеев». Как вспоминал (со ссылками на артистов Малого театра) Михаил Козаков, уже во время первой репетиции Олег «с листа так прочёл, что все [были] в отпаде…» На полях роли Ежова сохранились рукописные заметки Даля, свидетельствующие о работе актёра над каждой репликой и каждой мизансценой: «Крупно сыграть страшную философию. Может быть, стихи поёт? Рано?» Последняя в жизни Даля репетиция состоялась 26 февраля 1981 года; по словам Львова-Анохина, после её окончания артист сообщил режиссёру, что пятого марта, по возвращении из творческой командировки, он планирует показать другие варианты роли Ежова. До следующей репетиции Даль не дожил. После его смерти Ежова в спектакле «Фома Гордеев» играл Георгий Оболенский.

## В кино и на телевидении (1970-е и 1980-е годы)
В 1970-х годах в фильмографии Даля появились новые персонажи, резко отличающиеся от романтиков и максималистов эпохи оттепели. По словам кинокритика Юлии Белозубкиной, актёр не просто повзрослел вместе со своими героями, но и передал им свой внутренний надлом. Галерею далевских героев 1970-х годов открыл «изломанный людской глухотой» Шут в картине Григория Козинцева «Король Лир». В фильме-притче «Тень» по пьесе Шварца актёр сыграл сразу две роли: Учёного Христиана-Теодора и разъедающую его душу Тень. Затем в кинобиографии Даля появились персонажи-«подонки» (инженер Виктор Зилов из «Отпуска в сентябре» и врач Сергей из ленты «В четверг и больше никогда»), которые безжалостно ломают и свои, и чужие судьбы. Особняком стоит в этом ряду Лаевский («Плохой хороший человек»), в котором совместились цинизм и склонность к рефлексии. Последний в жизни Даля фильм «Незваный друг» имеет оптимистичный финал, однако образ Виктора Свиридова, созданный Олегом, мало соотносится со счастливой развязкой: его хрупкий герой «тотально несовместим с жизнью». В фильмографию Даля в 1970-х годах вошли также картины «Земля Санникова» (Евгений Крестовский), «Звезда пленительного счастья» (офицер караула Петропавловской крепости), киноальманах «Горизонт» (Александр Чацкий в новелле «Чацкий — это я!»), «Горожане» (полярник), «Обыкновенная Арктика» (Антон Семёнович), «Как Иванушка-дурачок за чудом ходил» (Иванушка-дурачок), «Расписание на послезавтра» (Андрей Андреевич), «Мы смерти смотрели в лицо» (Борис Владимирович Корбут) и телеспектакли «Домби и сын» (Картер), «Два веронца» (Валентино), «Вечно живые» (Борис).

### «Король Лир»

Олег Даль (справа) в роли Шута. 1971 год

Даль попал в картину Григория Козинцева «Король Лир» по рекомендации Надежды Кошеверовой, и пробы для актёра были формальностью. После общего знакомства и недолгого разговора о шекспировском произведении артисту подобрали грим, сделали фотопробу и утвердили на роль Шута. Козинцев имел в профессиональной среде репутацию человека, умевшего находить общий язык с актёрами, но при этом проявлявшего жёсткость по отношению к безответственным и недисциплинированным коллегам. Единственным представителем киногруппы, которому режиссёр прощал слабости, оказался Даль. По воспоминаниям её участников, когда из-за алкогольных проблем Олега была фактически сорвана последняя съёмочная смена, режиссёр не стал применять по отношению к нарушителю строгие санкции, а попросил ассистентов подождать, пока актёр придёт в рабочее состояние: «Положите его, пусть поспит».
Задолго до съёмок «Короля Лира» Козинцев подготовил письменные зарисовки, связанные с раскрытием того или иного образа в будущем фильме. Шут, согласно представлениям режиссёра, должен был «огрызаться как собачонка» — из этой детали родилась идея костюма для Даля, в котором не было ни традиционных бубенцов, ни колпака: «никаких атрибутов шута, нищий, драный, в собачьей шкуре наизнанку. Мальчик, стриженный наголо». Ещё до знакомства с Олегом Козинцев написал, что у героя, живущего в XI веке, должен быть взгляд человека из XX столетия: «Мальчик из Освенцима, которого заставляют играть на скрипке в оркестре смертников». Впоследствии режиссёр утверждал, что «Даль — именно такой шут, какого я представлял». По словам киноведа Киры Клюевской, улыбка Шута в ленте напоминает «гримасу скорби»; находясь рядом с Королём (Юри Ярвет), герой Даля стремится не столько развлечь своего господина, сколько «постигнуть хаос жизни».
В шекспировской трагедии Шут внезапно исчезает из числа действующих лиц — его нет среди участников заключительных эпизодов. Однако Козинцеву, судя по книге «Пространство трагедии», «жалко было потерять Шута в середине пьесы». Не желая расставаться с этим персонажем, режиссёр добавил в финал ленты несколько мизансцен с участием героя Даля. В последних кадрах Шут, сидя на земле, долго играет на дудочке: «Голос его, голос самодельной дудочки, начнёт и кончит эту историю; печальный, человеческий голос искусства». После завершения работы над «Королём Лиром» Козинцев продолжал следить за творчеством Даля. В апреле 1973 года, посмотрев ленту «Плохой хороший человек», режиссёр отправил актёру телеграмму со словами: «Олег, милый, смотрел фильм. Вы мне очень понравились. Удачи и счастья». Это было последнее послание Козинцева Далю — менее чем через две недели режиссёр скончался.

### «Тень»
Работа над фильмом «Тень», в котором Далю достались две роли (Учёного и его Тени), складывалась непросто и для актёра, и для всей съёмочной группы. Режиссёр картины Надежда Кошеверова хорошо знала сценическую версию «Тени» (её первый муж Николай Акимов ещё в 1940 году поставил в Ленинграде спектакль по пьесе Евгения Шварца) и при подготовке к экранизации стремилась избежать влияний и театральной условности. Однако ни сценарий, «написанный заново», ни декорации, созданные с учётом «экранной реальности», не избавили режиссёра от претензий со стороны Даля. Актёр был недоволен тем, что Кошеверова, с довоенного времени привыкшая работать в павильонах, не использовала по максимуму натурные объекты: «Это надо было снимать на просторе где-то… чтобы Тень по горам скакала».
Проработка двух разнохарактерных образов требовала от Даля, по словам Кошеверой, «невероятного напряжения всех душевных и физических сил». Георгий Вицин, снимавшийся вместе с Олегом в «Старой, старой сказке» и вновь встретившийся с ним в «Тени», впоследствии вспоминал, что за несколько лет актёр очень изменился. Внешне он остался прежним, но эмоциональный настрой артиста стал иным: «Желчен. Колюче зол. Раздражён на весь мир. Неспокоен. Мрачен. Чувствуется, что он пребывает в глубоком раздрае с самим собой».
Съёмочный процесс, сопровождавшийся остановками из-за срывов Олега (которые, по свидетельству Вицина, длились порой до двух недель), вызывал беспокойство и со стороны членов худсовета «Ленфильма». На одном из заседаний, где шло обсуждение рабочих материалов картины, Григорий Козинцев отмечал: «Даль в роли Тени не понравился. Момент отделения Тени хорош, но фигура должна быть страшнее, а я вижу мальчика в гриме, с красной вставкой на груди». Тем не менее после выхода «Тени» современники актёра отмечали точное попадание Олега в оба образа. К примеру, Василий Аксёнов писал, что далевский Учёный напомнил ему романтичных персонажей Александра Грина, а момент «раздвоения личности» воспроизведён исполнителем с глубоким пониманием человеческой психологии. Уже в XXI веке обозреватель киноведческого журнала «Сеанс» Никита Елисеев писал, что Тень, созданная на экране Далем, является «самым убедительным образом сотрудника тайной полиции во всей истории советского кино».

### «Земля Санникова»
Отзывы о работе Даля в фильме «Земля Санникова» оказались разноречивыми, но многие исследователи отмечали, что ожидания, связанные с экранизацией научно-фантастического романа Владимира Обручева, у членов киногруппы изначально были завышенными. Предполагалось, что картина, в которую режиссёры Альберт Мкртчян и Леонид Попов пригласили большую группу известных артистов, пополнит список советских приключенческих лент, а трюковые сцены помогут исполнителям раскрыть их нереализованные возможности. Однако никакого «открытия», по утверждению актёра Юрия Назарова, не произошло: с первых дней стало понятно, что на площадке царит «вакханалия непрофессионализма». Киновед Наталья Галаджева писала, что Даль, игравший в «Земле Санникова» офицера Евгения Крестовского, в определённый момент даже решил вместе с Владиславом Дворжецким покинуть киногруппу — им претило участие в «дешёвом и безвкусном шоу с песнями и плясками». После вмешательства руководства «Мосфильма» работа в картине была продолжена, однако с тех пор Олег, по словам кинокритика Натальи Басиной, «стал отчаянно бояться халтуры».
Отдельного внимания исследователей удостоились песни Крестовского, которые в картине за Даля переозвучил Олег Анофриев. По воспоминаниям композитора Александра Зацепина, Олег во время записи песен находился не в оптимальной форме, не всегда попадал в такт, и директор «Мосфильма» Николай Сизов, прослушав фонограмму, потребовал найти другого исполнителя. Анофриев, приглашённый на переозвучивание, быстро выучил «Есть только миг» и попал в мелодию «как снайпер».
Версию Зацепина опроверг биограф Даля — киновед Александр Иванов, указавший, что при работе над двумя песнями Олег записал десять голосовых дорожек, в том числе несколько дублей с оркестром, и среди этих вариантов есть вполне достойные. Обвинения Зацепина в том, что Даль был не в ладах «с тактом и артикуляцией», Иванов назвал «провокационными». В архиве Олега сохранилось письмо от сотрудницы «Мосфильма» О. Г. Бурковой от 10 декабря 1972 года, в котором содержалась информация о том, что проблему с перезаписью можно решить с помощью обращения к Григорию Чухраю — художественному руководителю Экспериментального творческого объединения киностудии «Мосфильм». Считая ситуацию с песнями в «Земле Санникова» несправедливой, Буркова призывала Даля: «А Вы? Не хотите вступать в единоборство, защищая свою актёрскую честь и своё право на Крестовского? Поймите, время ещё есть, и возможность у студии тоже есть». Тем не менее в фильме, вышедшем на экраны 1 октября 1973 года, исполнителем песен является Олег Анофриев.

### «Плохой хороший человек»

Фотопробы на роль Лаевского. 1972 год

Прежде чем приступить к съёмкам фильма «Плохой хороший человек» по повести Антона Чехова «Дуэль», Иосиф Хейфиц изучил историю театральных постановок этого произведения. Узнав, что в довоенном спектакле Ленинградского государственного театра драмы имени Пушкина Лаевского играл Николай Симонов — актёр весьма крепкого телосложения, с бородой и усами, режиссёр ради «полемического контраста» предложил создать тот же образ артисту с совершенно иными внешними данными — Олегу Далю. На роль оппонента Лаевского — зоолога фон Корена — был приглашён Владимир Высоцкий. Режиссёрский выбор вызвал недовольство директора «Ленфильма» Ильи Киселёва. По утверждению жены Даля Елизаветы Апраксиной, у Хейфица состоялся непростой разговор с руководителем студии, который даже поставил ультиматум: «Или я — или Даль!», на что получил ответ: «Ну, Даль тогда».
Впоследствии, объясняя своё желание отстоять актёра, режиссёр говорил, что Олег — человек «нервный, чрезвычайно самолюбивый, ранимый» — был психологически близок Лаевскому, а потому мог раскрыть такие черты чеховского героя, как возбудимость и склонность к рефлексии. Худсовет студии поддержал Хейфица: к примеру, Григорий Козинцев при просмотре рабочих материалов отмечал «сильную» работу обоих артистов — Даля и Высоцкого — и рекомендовал сделать Лаевского «основной фигурой притяжения».
Во время съёмок «Плохого хорошего человека» произошло сближение Даля с Высоцким, который познакомил Олега с доктором Германом Баснером. Тот в апреле 1973 года вшил Далю так называемую «торпеду» — капсулу, используемую для борьбы с алкогольной зависимостью. По воспоминаниям Апраксиной, на предпремьерном показе фильма «Плохой хороший человек» Высоцкий, отведя её в сторону, сообщил, что срок действия кодировки составляет два года, после чего Олег наверняка захочет «зашиться снова».

Играл, на мой взгляд, Олег прекрасно. В нём жил человек душевно угасший, придирчивый, не по-молодому брюзгливый, какой-то неухоженный, эгоистичный. Олег замечателен в сценах, где с циничной лёгкостью требует денег у Самойленко, зная, что никогда не вернёт долга. Он постоянно голоден.— Иосиф Хейфиц

### «Не может быть!»
В 1973 году режиссёр Леонид Гайдай и драматург Владлен Бахнов направили на «Мосфильм» заявку на сценарий фильма по мотивам произведений Михаила Зощенко. Непосредственная работа над картиной, получившей название «Не может быть!», началась летом следующего, 1974 года. В основу альманаха легли три новеллы: «Преступление и наказание», «Забавное приключение» и «Свадебное происшествие», причём наиболее сложной для постановки, по замечанию киноведа Евгения Новицкого, стала вторая киноистория. Дело в том, что первая и третья новеллы снимались по одноактным пьесам Зощенко, где развитие сюжета изначально строилось на диалогах. Вторая новелла представляла собой экранизацию зощенковского рассказа из «Голубой книги». Прямая речь в нём сведена к минимуму, и для перенесения на экран авторского стиля, «хрестоматийного сказа» писателя, режиссёру «требовался по-настоящему сильный артист». Им стал Олег Даль, которого Новицкий характеризовал как «чрезвычайно импозантного драматического актёра».
Во время кинопроб Гайдай соединил в одну пару Даля (по сюжету — артиста Анатолия Барыгина-Амурского) и Михаила Кокшенова (обитателя коммунальной квартиры). Контрастное сочетание двух разнохарактерных персонажей показалось режиссёру интересным, и оба актёра приступили к съёмкам в новелле «Забавное приключение», в которой их герои оказались участниками любовного «шестиугольника». Натурные съёмки проходили осенью 1974 года в Астрахани; выбор города, возможно, был связан с тем, что в нём сохранились приметы нэповского времени, в том числе старинная булыжная мостовая. Олег, по воспоминаниям Кокшенова, находился в ту пору в гармоничном состоянии, и работа над фильмом проходила достаточно легко. Вероятно, этому способствовала и непринуждённая атмосфера в киногруппе — как рассказывал Кокшенов, вечерами они с Далем обсуждали итоги очередного съёмочного дня в гостиничном номере Гайдая, «ели золотистую воблу и заедали её огромным астраханским арбузом».

### «Вариант „Омега“»
Пятисерийный телевизионный фильм «Вариант „Омега“», по признанию писателя Николая Леонова, задумывался как своеобразный «ответ» «Семнадцати мгновениям весны». Образ волевого, выдержанного разведчика из картины Татьяны Лиозновой показался Леонову неубедительным, и он решил (сначала в романе «Операция „Викинг“», а затем в сценарии) создать другой характер — «живого нормального человека, который не хочет, который боится, который не рвётся, а наоборот, сопротивляется». На роль старшего лейтенанта госбезопасности Сергея Скорина Леонов планировал пригласить Андрея Мягкова; кроме него, в кинопробах участвовал Георгий Тараторкин. Однако режиссёр фильма Антонис Воязос настоял на кандидатуре Олега Даля. Объясняя свой выбор, режиссёр отмечал, что в «Варианте „Омега“» стремился отказаться от стереотипного для советского кино образа разведчика с «волевым подбородком, невозмутимым взглядом, строгими чертами лица». Далю перед съёмками была дана рабочая установка: «Минимум внешнего действия, минимум „детективных“ эффектов — максимум игры ума». Леонов, в свою очередь, объяснял Олегу, что его герой — «не Штирлиц, а наоборот». Сам актёр, отвечая на вопрос о роли Скорина, говорил, что играет «Олега Даля в 1942 году».
Журналист Борис Тух, общавшийся с Далем в Таллине (там киногруппа Воязоса работала в течение полугода), вспоминал, что Олегу был интересен новый в его творческой биографии образ; при этом артист сознавал, что его персонаж ничем не напоминает мужественного «рыцаря плаща и кинжала» — это, скорее, «enfant terrible от разведки», человек, который под давлением обстоятельств вынужден носить маску. В процессе работы Олег, глубоко погружавшийся в материал, подмечал промахи, допускаемые реквизиторами и костюмерами, — это касалось неточных деталей при подготовке костюмов и аксессуаров, а также ошибок при написании афиш на немецком языке. Несмотря на некоторый скептицизм по отношению к ленте Воязоса, в 1977 году Даль представил фильм «Вариант „Омега“» (наряду с «Королём Лиром» и «Плохим хорошим человеком») на XIV Международном телевизионном фестивале «Злата Прага»

### «В четверг и больше никогда»
Действие фильма «В четверг и больше никогда», снятого Анатолием Эфросом по киноповести Андрея Битова, происходит в заповеднике. Согласно сюжету, герой Даля — врач Сергей — на один день приезжает в родные места, чтобы навестить мать и решить проблему с влюблённой в него девушкой Варей (Вера Глаголева). В Москве Сергей выглядит самодостаточным и уверенным в себе человеком: он работает над перспективной темой, пользуется уважением у коллег, имеет «престижную» невесту. В заповеднике с героя спадает маска внешней респектабельности; по словам исследователя Риммы Запесоцкой, «перед зрителем предстаёт слабая незрелая личность с подростковым поведением». Необходимость взять ответственность за девушку из глубинки, которая ждёт от него ребёнка, вызывает у Сергея реакцию, близкую к истерике; в момент метаний персонаж, «запутавшийся в амурных делах», даже задаётся вопросом: «Может, наложить на себя руки?».
На съёмках, проходивших в Приокско-Террасном биосферном заповеднике, рядом с Далем находилась Елизавета Апраксина. По свидетельству киноведа Виты Рамм, прибывшей туда же по приглашению Эфроса, Олег во время работы вёл себя с женой достаточно жёстко: он мог, к примеру, бросить в адрес Елизаветы реплику «Не мелькай!». Позже в воспоминаниях Апраксиной Рамм прочитала, что резкость Даля на съёмках объяснялась характером его героя и стремлением актёра, вошедшего в образ, «сбросить напряжение». Столь же резко Даль отзывался о реакции коллег на выход фильма «В четверг и больше никогда». Картина показалась непонятной и членам худсовета («Таких типов у нас нет»), и пришедшим на премьерный показ зрителям. Олег, наблюдавший за аудиторией в кинозале, писал в дневнике (17 января 1978 года), что лента Эфроса вызвала у публики «раздражение, граничащее с ненавистью». Далее актёр излагал собственные впечатления о картине: «Настоящая фильма. <…> А на мнение нынешних мне насрать. Я сделал то, что хотел, и открыл проблему».

### «Отпуск в сентябре»
В 1975 году, закончив картину «Старший сын» по одноимённой комедии Александра Вампилова, Виталий Мельников решил обратиться к экранизации ещё одной пьесы этого драматурга — «Утиной охоты». Режиссёр сразу определил для себя, что главную роль — инженера Виктора Зилова — в будущем телефильме сыграет Олег Даль. После двух лет ожидания Мельников наконец получил разрешение на съёмку, а вместе с ним — ряд рекомендаций от редакторов студии: ему было предложено сделать в картине акцент на антиалкогольной теме (проблемы главного героя Зилова следовало увязать прежде всего с его пьянством) и усилить мотив дружбы персонажей, стремящихся помочь товарищу, который не щадит себя и «морально уничтожает» близких. По предложению редакторов лента получила название «Пока не поздно»; впоследствии оно было заменено на «Отпуск в сентябре».
«Герой» Даля — образ страдательный. Он не ощущает своей нужности в этой жизни, в этом обществе. Он не осуществлён. Он оказался лишним со всеми его талантами.
Стремясь избежать чиновничьего контроля, создатели картины выбрали местом съёмок Петрозаводск — там планировалось заснять не только натурные, но и интерьерные объекты, а также смонтировать готовый материал. По воспоминаниям Мельникова, он, опасаясь, что разрешение на съёмку может быть в любой момент отменено, до отъезда в киноэкспедицию не сообщал руководству, что главную роль решил предложить Далю: «Если раскроешь кандидатуру Зилова, то раскроешь и всю идеологию будущего фильма». В целях конспирации режиссёр даже не стал вызывать Олега на «Ленфильм» для кинопроб, а приехал на переговоры в московскую квартиру актёра. Там после обсуждения организационных вопросов Мельников сообщил, что выезд в Петрозаводск намечен уже на следующий день. В Карелию вместе с Далем вылетела и Елизавета Апраксина, постаравшаяся освободить мужа от бытовых забот. Как рассказывал впоследствии Мельников, «все эти дни и ночи в Петрозаводске он не переставал быть Зиловым. Он мог говорить о мелочах, шутить, отвлекаться, но он всё равно оставался Зиловым».
Картина, работа над которой завершилась в 1979 году, сразу после премьеры негласно вошла в список запрещённых фильмов и пролежала на «полке» восемь лет. Даль успел посмотреть «Отпуск в сентябре» на закрытом показе, после чего в его дневнике появилась запись: «Хорошо. Мой Зилов — хорошо. Ну, вот так пока». В феврале 1981 года Олег отправил Мельникову письмо с просьбой «прислать, если можно», подходящий материал для чтения на радио или работы на телевидении. На полях тетрадного листка актёр нарисовал человеческие следы, направляющиеся к могильному кресту. Режиссёр решил, что Даль иронично напомнил ему о недавней роли («Ну и зиловские шуточки»). Через неделю пришла новость, что Олег скончался в Киеве. В 1987 году на Всесоюзном фестивале телевизионных фильмов за исполнение роли Зилова Даль был посмертно удостоен специального приза от Союза кинематографистов.

### «Приключения принца Флоризеля»
Роль искателя приключений — принца Флоризеля из телефильма Евгения Татарского «Клуб самоубийц, или Приключения титулованной особы» — оказалась, по словам кинокритика Натальи Басиной, «царской забавой», доставшейся Далю в конце жизни. Татарский, называвший Олега одним из главных «принцев советского кино», рассказывал о работе над фильмом как о свободном творческом процессе («Я купался в этом материале»). Однако Елизавета Апраксина вспоминала и о проблемах, связанных с участием актёра в картине. Так, во время сочинской киноэкспедиции Даль отказался выходить на съёмки в ботаническом саду, потому что костюм Флоризеля (са́мого, согласно сценарию, элегантного мужчины Европы) был подобран артисту в старых костюмерных цехах, выглядел изношенным и не подходил по размеру — пришлось даже скреплять его булавками. Олег, объясняя свой «демарш», заметил, что одеяния его героя должны быть образцом изысканности и после выхода фильма на экран войти в повседневную моду. Проблему удалось решить с помощью Беллы Маневич, прежде работавшей с Далем в нескольких лентах; хорошо зная «фактуру» и особенности сложения актёра, она сумела найти подходящие одежды для его Флоризеля.
Фильм был представлен зрителям в начале января 1981 года и сразу стал, по словам кинокритика Лидии Масловой, одним «из главных ленфильмовских телевизионных шлягеров». Вместе с тем Михаил Козаков в ходе первого просмотра «Приключений принца Флоризеля» зафиксировал неровную игру Олега — эпизоды, в которых чувствуется точное попадание в образ, чередуются со слабыми сценами: «как нередко у него в последнее время, не сводит концы с концами, путает краски». Сам Даль в интервью корреспонденту «Недели» Эдуарду Церковеру сообщил, что киноистория про Флоризеля — это «хитроумная детективная притча с юмором и сарказмом», а свою роль актёр воспринимает как красивый сон: «Во сне ведь мы бываем кем угодно: и Флоризелем, и Мастером, и Маргаритой, и парим над крышами, и одной левой передвигаем гору».

### «Незваный друг»
Картина Леонида Марягина «Незваный друг» стала последней работой в кинобиографии Даля. Утверждение актёра на роль учёного-химика Виктора Свиридова проходило с определёнными сложностями. Они были связаны с тем, что годом ранее Олег, приступив к съёмкам в фильме Александра Митты «Экипаж», через две недели отказался от роли бортинженера Скворцова (в картине его сыграл Леонид Филатов). «Демарш» Олега возмутил заведующего актёрским отделом «Мосфильма» Адольфа Гуревича; после инцидента появился негласный циркуляр, согласно которому артисту было запрещено в течение трёх лет сниматься на этой киностудии. Тем не менее Марягину удалось добиться участия Даля в своей ленте. Натурные съёмки проходили в сентябре 1980 года в Феодосии. Как вспоминала исполнительница роли Киры Ирина Алфёрова, неприкаянный герой Олега — в «стареньком свитере, драных джинсах» — был внутренне близок артисту. Режиссёр, в свою очередь, рассказывал, что Далю в процессе работы не хватало драматургического материала, и он приносил на съёмочную площадку собственные зарисовки, сделанные накануне. Так, в сцену свидания Свиридова с Кирой актёр добавил рассказ о некоем студенте Косте Кошкине, который, приходя в ресторан, просил официантку поставить на стол сначала бутылку вина, а затем «буханочку хлеба и ещё ведро горчицы» (и то, и другое подавалось в советских заведениях общепита бесплатно).
Последнее публичное выступление Даля состоялось в Политехническом музее 25 февраля 1981 года, во время представления картины «Незваный друг». Обращаясь к зрителям, актёр сказал: «Мне скоро сорок лет. <…> У меня нет никаких званий. Я не имею никаких наград. У меня нет личной машины и персональной дачи. Но у меня есть любимая женщина. Если бы я ещё занимался алхимией, как мой герой, то наши биографии переплелись бы куда теснее. Остальное вам расскажет режиссёр». Из-за плохого самочувствия Даль покинул Политехнический музей сразу после выступления. Присутствовавшая на презентации актриса Вия Артмане за кулисами дала артисту таблетку валидола, а генеральный директор «Мосфильма» Николай Сизов (который, по уточнению Александра Иванова, относился к Олегу доброжелательно и не включал его в «чёрные списки» с запретом на работу) проводил Олега до выхода из здания и посадил в такси.

## Лермонтов в творчестве Даля

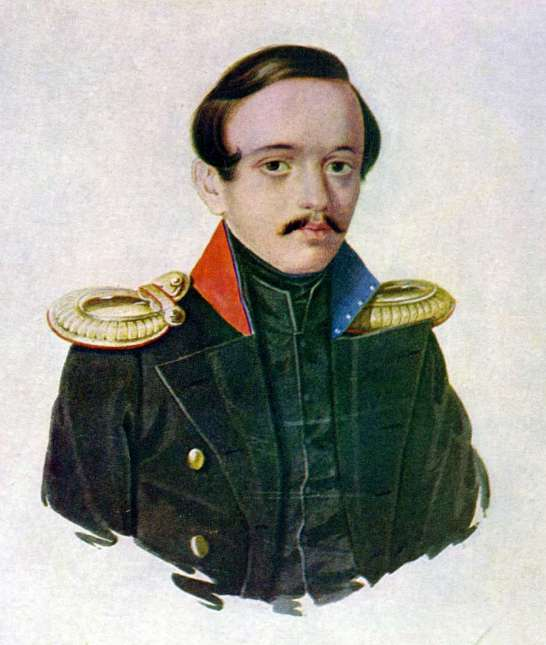
М. Ю. Лермонтов

Желание сыграть Печорина, озвученное Далем в юношеские годы, осуществилось два десятилетия спустя. В 1975 году Анатолий Эфрос поставил телеспектакль «Страницы журнала Печорина», в котором участвовали Олег Даль (Печорин) и Андрей Миронов (Грушницкий). Специфика телепроизводства, по словам Эфроса, ограничивала режиссёрские возможности, поэтому мизансцены приходилось выстраивать на небольшом пространстве: «Нет ни воздуха, ни Машука, всё стиснуто как-то». Тем не менее Даль остался доволен результатом. Благодаря поддержке лермонтоведа Ираклия Андроникова проблем со сдачей спектакля не возникло, в том же 1975 году он был показан по телевидению и вызвал немало откликов. Как писала Наталья Галаджева, после первого показа реакция многих телезрителей была близка к возмущению: «Такого холодного, доведённого до автоматизма Печорина принимать не хотели».
Объяснение бесстрастности, свойственной герою, было дано в киноведческих изданиях тех лет. Обозреватель газеты «Советский фильм» (1976, № 4) Дмитрий Шацилло писал, что Печорин в трактовке Даля «пронизан светом высокого, чуть холодноватого и неизменно критического ума», а «интеллектуальное освещение» образа восходит к поэзии Лермонтова. По мнению театрального критика Константина Рудницкого, Печорин в исполнении Даля мало напоминает бретёра, играющего с судьбой в рулетку: «Перед нами — сумрачный мыслитель и наблюдатель, старающийся понять самого себя, разгадать причины бедствия, которое его постигло». Включённое в канву спектакля лермонтовское произведение «И скучно, и грустно, и некому руку подать…» не воспринимается как вставной поэтический номер, потому что в исполнении Даля стихотворные строки звучат как прозаический монолог Печорина: «В них слышится мизантропическая мрачность. Это слова человека, утратившего всякий вкус к своеволию и радостям бытия».
Пять лет спустя, в октябре 1980 года, Даль был приглашён в телецентр «Останкино» для участия в передаче «Поэзия Лермонтова». После репетиции состоялась павильонная съёмка, во время которой актёр прочитал девять лермонтовских произведений. По окончании съёмки сотрудник студии указал на необходимость перезаписи, потому что в одной из заключительных строк стихотворения «Смерть поэта» Олег произнёс слово «судия» («Есть грозный судия: он ждёт»), тогда как ряд лермонтоведов, включая Андроникова, считают, что в авторском варианте присутствует слово «суд». Отсылки Даля к авторитету Бориса Эйхенбаума (деда Елизаветы Апраксиной), редактировавшего в 1948 году четырёхтомное собрание сочинений Лермонтова, результата не принесли. Не стал аргументом и изданный в 1974 году сборник произведений поэта, в котором «слово „судия“ стоит на своём законном, лермонтовском месте». Поскольку этот «производственный эпизод», по признанию актёра, выбил его «из рабочего и человеческого равновесия», Олег письменно обратился к заместителю председателя Гостелерадио СССР Стелле Ждановой с просьбой о вмешательстве. Два дня спустя Жданова направила письмо артиста в редакцию литературно-драматических программ телецентра с пометкой: «Теперь получается, что Даль — кругом прав. Очень глупо, товарищи! И некрасиво». Восемнадцатого октября 1980 года передача «Поэзия Лермонтова» с участием Даля вышла в телеэфир.
В письме Ждановой Даль упоминал о том, что совместно с режиссёром Екатериной Еланской готовит моноспектакль по лермонтовской поэзии, который должен состояться в Концертном зале имени Чайковского. Замысел спектакля, построенного по принципу реквиема, при жизни актёра остался неосуществлённым. В 1983 году Елизавета Апраксина принесла в Государственный литературный музей магнитофонные записи, на которых Олег во время домашних репетиций читает лермонтовские стихотворения. Качество записи, сделанной на старой «зашумлённой» плёнке, было, по словам сотрудника музея Сергея Филиппова, очень плохим, однако пробивавшийся сквозь помехи голос Даля «пронзал как током». Специалисты музея потратили немало времени, чтобы очистить плёнку от шума, свести воедино текст и музыку, а также «угадать» ритм и композицию несостоявшегося моноспектакля. В 1986 году фирма «Мелодия» выпустила на основе восстановленной записи грампластинку «Олег Даль. „Наедине с тобою, брат…“».

## Высшие режиссёрские курсы
В январе 1976 года в дневнике Даля появилась запись, свидетельствующая о его готовности к творческим переменам: «Ухожу из театра в кино. Не потерять времени! К 37 я кинорежиссёр, если всё образуется». Весной Олег покинул «Современник», а 25 июня 1976 года написал заявление на имя директора Высших курсов сценаристов и режиссёров Ирины Кокоревой. В нём артист просил принять его на двухгодичные курсы («в связи с осознанной необходимостью полнее выразить моё существование в искусстве») и указал, что хотел бы учиться у Иосифа Хейфица. К заявлению прилагались две рекомендации — от Хейфица и директора студии «Ленфильм» Виктора Блинова.
В течение полутора летних месяцев дирекция курсов занималась поисками абитуриента Даля, который, уехав на съёмки, не сдал на творческий конкурс автобиографию, рецензию на кинофильм и режиссёрскую разработку литературного произведения. В августе 1976 года, когда часть необходимых документов всё-таки поступила в приёмную комиссию (производственную режиссёрскую разработку по рассказу Юрия Олеши «Лиомпа» за Олега написала его жена Елизавета Апраксина), в личном деле кандидата Даля появилась отметка «Сомнительно», поставленная специалистом курсов Т. Лихачёвой: «Считаю, что от такого, хорошо знающего производство абитуриента <…> можно было бы ожидать более интересных и обстоятельных работ». Тем не менее осенью Олег успешно сдал письменный экзамен и, согласно приказу Госкино СССР от 29 ноября, был зачислен слушателем режиссёрского отделения.
На курсах Даль, по данным исследователя Александра Иванова, посетил всего четыре занятия. В тот же период — в ноябре 1976 года — он приступил в качестве режиссёра к съёмкам ленфильмовской короткометражной ленты «Песня на дудке», но ушёл из киногруппы, не удовлетворённый сценарием. Далее был его уход со съёмок картины Леонида Гайдая «Инкогнито из Петербурга», где Олег, утверждённый на роль Хлестакова, уже начал репетировать с партнёрами. В феврале 1977 года вышел приказ Госкино об отчислении Даля с Высших режиссёрских курсов; с документом — в связи с отсутствием студента — был ознакомлен мастер его курса Иосиф Хейфиц. По воспоминаниям Елизаветы Апраксиной, отчисление не стало для Олега драмой («Ничего серьёзного дать эти курсы ему не могли»); к тому же в ту пору Даль уже вёл переговоры с Эфросом о переходе в Театр на Малой Бронной, и новая работа казалась артисту перспективной.

## Даль во ВГИКе
В 1980 году Александр Алов и Владимир Наумов предложили Далю работу преподавателя актёрского мастерства во ВГИКе. По словам педагога киноинститута Георгия Склянского, к тому времени положение, которое Даль негласно занимал «на актёрской иерархической лестнице», позволяло ему стать во ВГИКе руководителем собственной творческой мастерской. Однако Олег после раздумий решил попробовать свои силы в должности преподавателя в режиссёрской мастерской Алова и Наумова. Руководство ВГИКа, как утверждал Склянский, напрямую в работу Даля не вмешивалось и никак её не корректировало, несмотря на допускаемые им методические ошибки. Так, во время одного из занятий Даль, читая стихотворение, внезапно остановился и после паузы начал заново. В рамках педагогической этики это было запрещённое упражнение, потому что во ВГИКе и в театральных вузах студентам с первого курса объясняют, что даже самую неудачную сцену нужно доиграть до конца: «Нельзя остановиться и закрыть занавес посреди спектакля». Однако Даль, не имевший продуманной системы взаимоотношений со студентами, считал такой подход примером работы над поэтическим текстом и одновременно — проверкой реакции аудитории на тот или иной актёрский посыл.
Олег, по свидетельству Елизаветы Апраксиной, тщательно готовился к занятиям: в его домашнем архиве сохранились многочисленные листки с планами и упражнениями по актёрскому мастерству. Первое занятие состоялось 23 октября 1980 года, после возвращения студентов первого курса с осенних сельскохозяйственных работ. Согласно плану Даля, студенты должны были выполнить упражнение, которое в записях Олега обозначалось так: «Тело. Движение. Хлопок. Посыл. Стул. Одиночество. Внутренний монолог». На практике, как рассказывал Валерий Пендраковский, студенты должны были по очереди входить в аудиторию, заполненную однокурсниками, здороваться, представляться, затем садиться на стул и, хлопнув себя трижды по колену, некоторое время находиться в так называемой «зоне молчания». Смысл упражнения сводился к умению артиста выдерживать любую реакцию зала, оставаясь при этом органичным, и Даль во время этого урока показал десятки вариантов поведения человека, оказавшегося в «публичном одиночестве». В целом Олег, работавший во ВГИКе один раз в неделю, успел провести на курсе не очень много занятий, однако порой они продолжались даже на улице. По словам Склянского, «шли бесконечные прогулки, чуть ли не через полгорода, в которых продолжала разыгрываться, разрабатываться какая-то тема».
Последнее занятие во ВГИКе Даль провёл 26 февраля 1981 года. Оно, как вспоминал Пендраковский, кардинально отличалось от прочих. По предварительному плану Олега, в этот день студенты должны были «придумать судилище в сумасшедшем доме над Гоголем, Булгаковым, Шекспиром, Достоевским». Однако живое общение — со сценками и этюдами — преподаватель, выглядевший в тот день отрешённым, внезапно заменил на лекцию-эссе о театральной жизни в стране. После лекции, не вступая с курсом в диалоги и не дожидаясь вопросов, он покинул аудиторию.

## Исполнение песен в театре и кино
Даль не стремился к певческой карьере, несмотря на то, что в школьные годы занимался в хоровом кружке Центрального дома культуры детей железнодорожников. Руководителем этого коллектива был хормейстер Семён Дунаевский, который однажды пригласил на репетицию своего брата — композитора Исаака Дунаевского. Тот, обнаружив у юного хориста Даля абсолютный слух, поручил ему сольное исполнение некоторых песен. Впоследствии, однако, Олег отказывался использовать свои вокальные возможности вне театра и кино, отклонял предложения об участии в концертах и записях на радио; во время творческих встреч со зрителями он говорил, что, будучи драматическим артистом, поёт только голосами своих героев.

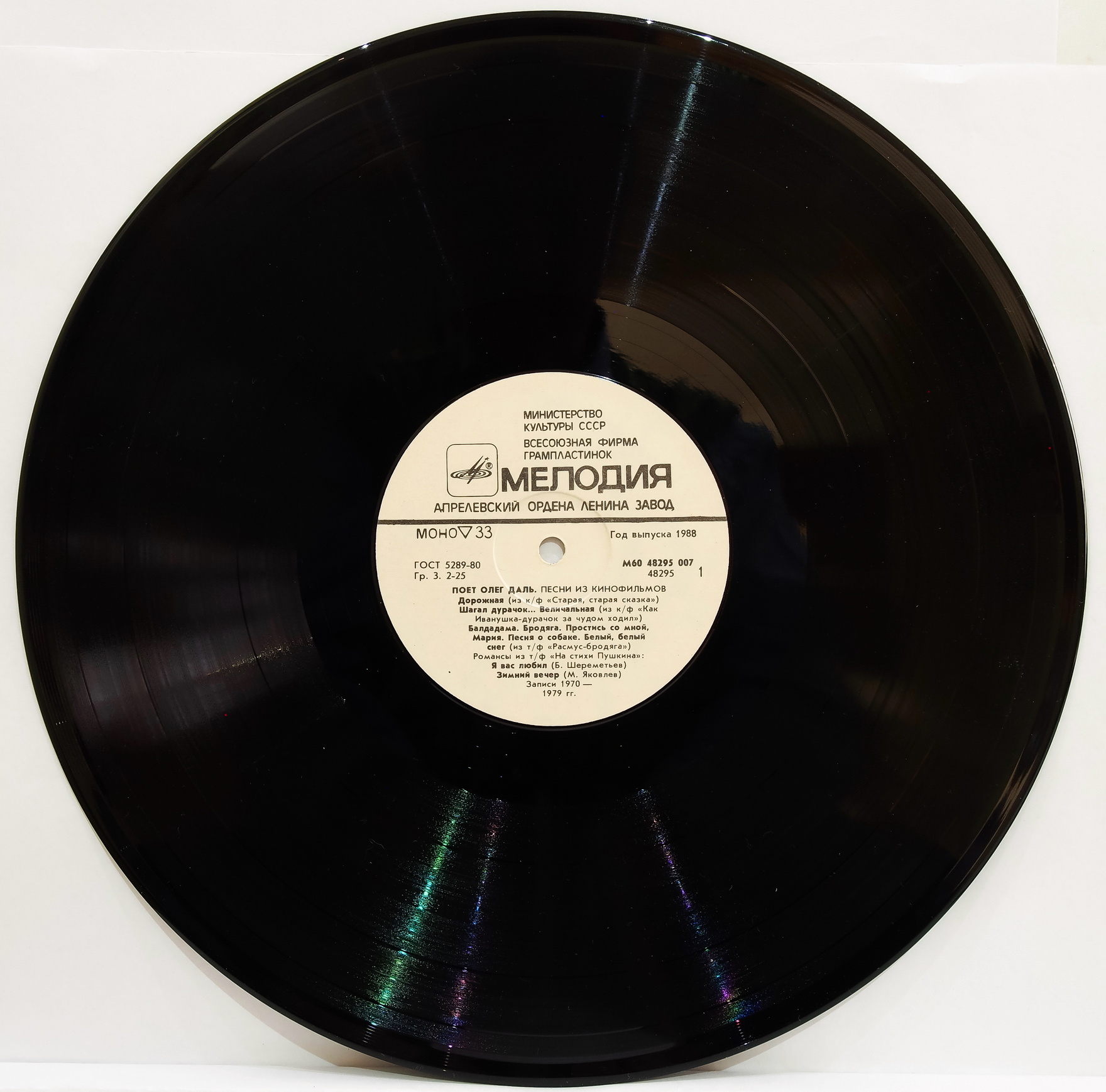
Грампластинка фирмы «Мелодия» «Поёт Олег Даль. Песни из кинофильмов». 1988

Первую в своей сценической биографии главную роль Даль получил в спектакле «Вкус черешни» благодаря умению петь. Изначально Олег не входил в число участников постановки, но накануне премьеры выяснилось, что исполнитель главной роли Геннадий Фролов находится не в лучшей форме. Даль за два дня выучил включённые в спектакль песни Окуджавы и был срочно введён на премьеру. В фильме «Король Лир» во время съёмок сцены у Гонерильи Олег, сымпровизировав, речитативом исполнил «песню Шута», к которой композитор Дмитрий Шостакович позже написал музыкальное сопровождение. По словам Натальи Галаджевой, в сценах, где поёт Даль, объединяются три компонента — музыка, пластика и поэзия: «Музыкальность заложена в основе движения, в его подчинённости какой-то внутренней мелодии, которая слышна одному актёру, звучит внутри него. Она придаёт каждому жесту темп и ритм, интонационную и тембровую окраску».
Кроме Шута, в число поющих киногероев Даля входят Солдат («Старая, старая сказка»), Анатолий Барыгин-Амурский («Не может быть!»), Иванушка-дурачок («Как Иванушка-дурачок за чудом ходил») и другие. Два персонажа из фильмографии Даля, которые поют не его голосом, — это Крестовский из «Земли Санникова» (там песни озвучил Олег Анофриев) и Сеня из «Первого троллейбуса», где Владимир Трошин исполнил вместо Даля песню «За тобою вслед». В 1988 году звукозаписывающая фирма «Мелодия» выпустила грампластинку под названием «Поёт Олег Даль», в которую были включены шестнадцать вокальных номеров из девяти экранных работ актёра.

## Поэтическое чтение
Даль достаточно долго шёл к такому направлению творческой деятельности, как чтение литературных произведений. Своеобразные тренинги он проводил в домашних условиях, записывая на магнитофон собственное чтение стихов и прозаических фрагментов; с помощью этих репетиций Олег определял, насколько точны найденные интонации и ритм, выбирал варианты, в которых передан авторский подтекст, искал способы эмоционального воздействия на слушателей. Литературовед Ираклий Андроников, услышав в телеспектакле «Страницы журнала Печорина» исполнение Далем лермонтовского стихотворения «И скучно, и грустно, и некому руку подать…», заметил, что артист «владеет секретом Яхонтова — секретом медленного чтения». (Владимир Яхонтов, в свою очередь, говорил о себе: «Я не чтец, я актёр, играющий стихи».)
В 1979 году режиссёр Владимир Трофимов пригласил Даля в Михайловское для участия в работе над телефильмом «…На стихи А. С. Пушкина» — там актёру было предложено исполнить два романса и прочитать девять стихотворений Пушкина. По прибытии в Пушкинские Горы Олег попросил не подключать его в течение недели к непосредственному съёмочному процессу; по словам актёра, ему необходимо было «надышаться», проникнуться атмосферой пушкинских мест. Когда начались съёмки, Даль предложил Трофимову несколько вариантов чтения каждого из произведений: «Как органист, виртуозно владеющий своим инструментом, он переворачивал интонации, растягивал и сжимал паузы, и гремевшая со школьной скамьи баррикадным лозунгом строка: „Да здравствуют музы, да здравствует разум!“ — вдруг произносилась шёпотом и с оглядкой, открывая в стихе новый, затаённый смысл». После выхода фильма литературовед Виктор Шкловский отметил в рецензии, что на экране во время чтения стихов Даль «без всякого режиссёрского нажима» порой казался Пушкиным. Из Михайловского Олег отправил Шкловскому открытку, в которой содержалось своеобразное обращение артиста к поэту: «У тебя — один Дантес… / У меня дантесов много».
Стихи Пушкина в исполнении Даля звучали также в телепередачах «Наш Пушкин» (1969, режиссёр Олег Ефремов) и «Два приезда в Михайловское» (1975, режиссёр Н. Шевченко). В числе других литературных произведений, прочитанных Олегом для телевидения, — новелла «Трубка коммунара» Ильи Эренбурга (1977, режиссёр А. Радченко), три сказки Андерсена (1977, режиссёр не установлен), рассказ «Кочерга» Михаила Зощенко для передачи «Русская речь» (1977, режиссёр не установлен).

## Своеобразие творчества. Личность
Критики, определяя роль и место Даля в кино и театре 1960—1970-х годов, отмечали, что и в искусстве, и в жизни он остался «вечным мальчиком с недетским потухшим взором» и «дурашливым шутом с глазами, полными слёз». Артист отклонял сценарии, казавшиеся ему неинтересными, никогда не снимался в двух картинах одновременно и в своей почти болезненной «мании совершенства» (определение Эдварда Радзинского) порой упускал роли, которые могли бы по-новому раскрыть его потенциал. В числе «упущенных возможностей» Олега — несыгранные роли Жени Лукашина из рязановской «Иронии судьбы», Хлестакова из ленты Гайдая «Инкогнито из Петербурга», бортинженера Игоря Скворцова из «Экипажа» Митты. Михаил Козаков предложил Далю создать образ учителя космографии Марина Мирою в фильме «Безымянная звезда», и артист отнёсся к идее серьёзно: в его архиве сохранилось адресованное режиссёру многостраничное письмо с детальным разбором сценария. Однако во время переговоров по поводу концепции будущей картины Даль и Козаков разошлись во взглядах, и Олег отказался от участия в фильме; роль Мирою в картине сыграл Игорь Костолевский.
Диапазон творческих возможностей Даля, по словам киноведа Юлии Белозубкиной, был обширным — он, к примеру, органично чувствовал себя в образах сказочных героев (Солдат и Кукольник в «Старой, старой сказке», Учёный и Тень в «Тени», заглавный герой в киносказке «Как Иванушка-дурачок за чудом ходил»). Как вспоминали современники актёра, за его неприкаянностью и одиночеством порой обнаруживалось детское восприятие жизни. Так, писатель Виктор Конецкий, живший в Ленинграде в одном доме с Олегом, рассказывал, что однажды видел во дворе, как Даль, сидя на трёхколесном велосипеде, спорил с соседским мальчишкой. Надежде Кошеверовой, работавшей с актёром в трёх картинах, запомнилась реакция Олега на гибель лошади во время съёмок: Даль «плакал, как ребёнок».
Весьма естественным Даль был и в комических ролях; правда, эта часть его актёрского дарования мало использовалась режиссёрами. Фактически актёр проявил себя лишь в двух комических образах — это сэр Эндрю Эгьюйчик из спектакля «Двенадцатая ночь» на сцене «Современника» и живущий в эпоху нэпа незадачливый любовник Анатолий Барыгин-Амурский из киноальманаха Гайдая «Не может быть!». Даль, играя Барыгина-Амурского, использовал самые разные краски: распевая песню про шутника Купидона, актёр демонстрировал «шикарное изящество» своего героя, а чуть позже изображал его как «перепуганного шкодника», попавшего в пикантную ситуацию.
Тем не менее, как считает Белозубкина, основным предназначением Даля было создание образа «героя нашего времени» — речь идёт не только о Печорине из телеспектакля Эфроса, но и о целой галерее «лишних людей» второй половины XX века, страдающих от душевной опустошённости и внутреннего надлома. Актёр играл Виктора Зилова из «Отпуска в сентябре» с пониманием, что сам «болен той же безысходной, ничем не вытесняемой тоской и так же не знал, чего, собственно, ещё-то надо». Олегу, как и его разочарованным персонажам, было знакомо «непреходящее чувство неудовлетворённости жизнью». По словам критика Ольги Шакиной, фраза, произносимая Зиловым перед пустой дверью, применительно к биографии Даля оказалась пророческой: «Боже мой. Боже мой. Ну нельзя же всё принимать так близко к сердцу».

Главным жанром горьких 70-х, пришедших на смену воздушным 60-м, была трагикомедия. В этом зазоре — между комиком и трагиком — и существовал один из главных артистов брежневского застоя: созидатель актёрских миров и разрушитель собственного организма, человек, с которым страшно было поздороваться — и который мог исповедаться тебе через пару минут и рюмок после знакомства. Смесь жирафёнка с пантерой, как называл его Анатолий Эфрос. Человек-раздвоение. — Ольга Шакина
После смерти Даля вышел ряд воспоминаний, подготовленных его коллегами и раскрывающих разные грани личности артиста. Так, режиссёр Александр Зархи, в фильме которого дебютировал Олег, рассказывал, что его мечта поработать в кино по собственным сценариям осталась нереализованной во многом из-за неумения актёра «приспосабливаться к существующим нормам жития». Даль писал стихи и прозу, однако не делал попыток напечатать свои произведения, найти редактора, который помог бы подготовить материалы к публикации: «Написал — написал. Бросил, оставил». За неприкаянностью Даля, по словам Зархи, стояло нежелание идти на компромиссы и неумение быть «пробивным». Почти те же самые качества Олега выделял Владимир Мотыль, который после фильма «Женя, Женечка и „катюша“» работал с Далем в ещё одной картине — «Звезда пленительного счастья». Как утверждал Мотыль, Олег не пытался после съёмок поддерживать повседневные отношения с режиссёрами и «приятельствовать про запас» с влиятельными людьми ради получения новой роли: «В Дале напрочь отсутствовали практицизм, стремление к саморекламе, к месту в президиуме, к официальным почестям и титулам — ко всему, что составляет великую долю забот суетной жизни его <…> коллег».
По мнению Александра Збруева, Даль ни на сцене, ни в кино так и не сыграл свою «эпохальную» роль. Одна из причин заключалась в том, что Олег был «сам себе режиссёр», не умевший подавлять собственное творческое «я» и подчиняться требованиям постановщиков. При этом рядом с актёром не оказалось «своего» режиссёра, готового затрачивать душевные усилия для полного раскрытия его творческого потенциала: «Олег Даль — это актёр не массовой культуры. Это неудобоваримый талант. Такой человек всегда далеко впереди. Его надо догнать, понять», — писал Збруев.
Режиссёр Леонид Агранович, который в 1963 году пригласил Олега на небольшую роль в фильме «Человек, который сомневается», вспоминал, что в качестве натурного объекта создатели картины использовали ярославскую тюрьму. Даль по прибытии в Ярославль попросил, чтобы его на сутки посадили в одну камеру с узниками; молодому артисту это было необходимо для вхождения в образ. На следующий день, выйдя на «свободу», актёр увидел во дворе тюрьмы колонну заключённых. Пока операторы готовили мизансцену для съёмок, Даль начал общаться с незнакомыми людьми. По словам Аграновича, поведение артиста было совершенно естественным, потому что в тот момент он был «уже в роли, <…> слился с пейзажем, с этим контингентом».
Алексей Симонов, предложивший Олегу главную роль в ленте «Обыкновенная Арктика», рассказывал, что Даль оставался профессионалом в самых сложных производственных условиях: съёмки фильма о стройке 1930-х годов проходили на берегу Белого моря, на льду Финского залива, в Амдерме. Единственный конфликт возник, когда самолёт, на котором Олег летел в киноэкспедицию, застрял на половине пути, и директор фильма не предпринял никаких действий, чтобы доставить артиста в заполярный посёлок; артисту пришлось самостоятельно искать попутный рейс. О прибытии Даля в Амдерму Симонов вспоминал так: «По лётному полю, нелепо выбрасывая длинные худые ноги, от только что приземлившегося военного вертолёта бежит Даль, пытаясь наподдать уворачивающемуся от него директору картины». По словам Симонова, требовательность Олега к коллегам не была избыточной, но он настаивал на уважении к актёрской профессии: «Мало кого на моей памяти так боялись директора картин».

## Рецензии и отзывы современников
Самая ранняя публикация, в которой упоминался Олег Даль, появилась в его школьные годы. В 1958 году хор Центрального дома детей железнодорожников отправился на гастроли по маршруту Абакан — Тайшет, где шла прокладка участка Южно-Сибирской магистрали. О концертах, с которыми выступал коллектив под управлением Семёна Дунаевского, написала газета «Пионерская правда»; в заметке была размещена фотография коллектива, где в последнем ряду стоит Даль — самый высокий из хористов (по воспоминаниям его сестры Ираиды Крыловой, в детстве и отрочестве Олег был маленьким и худеньким, а в пятнадцать лет вырос до 186 сантиметров). Через четыре года Даль вновь привлёк внимание прессы — на сей раз он дал интервью корреспонденту «Московского комсомольца» (1962, 26 августа) А. Колодному в связи с выходом фильма «Мой младший брат». Молодой артист, рассказывая журналисту о первой роли в кино, признался, что в числе сложностей, связанных с этой работой, была необходимость преодолевать холод: «Воспоминания о съёмках на таллинских пляжах до сих пор вызывают у меня озноб. Приходилось беззаботно резвиться и плескаться в воде, имеющей едва 12 градусов по Цельсию».
В последующие годы пресса сохраняла интерес в основном к кинематографическим работам Даля. Так, 1 июля 1966 года в «Кинонеделе Ленинграда» был опубликован репортаж из Калининграда, где проходили натурные съёмки фильма «Женя, Женечка и „катюша“». Обозреватель издания отмечал, что герою Даля в новой ленте Владимира Мотыля предстоит пережить череду приключений: «Судите сами: кто ещё мог сбить самолёт колодезным журавлём, прокатиться (как Мюнхгаузен на ядре) верхом на ракетном снаряде, угодить на новогодний пир к немцам и вернуться оттуда живым, как не Колышкин?». Василий Аксёнов, следивший за творчеством Олега с начала 1960-х годов и считавший его после картины «Мой младший брат» «своим крестником», опубликовал в «Советском экране» (1975, 15 августа) материал, в котором указал, что благодаря Олегу в кино и на сцене появился «современный интеллектуальный молодой герой»; говоря о возможных перспективах артиста, писатель использовал каламбур: «В дальнейшем будет — Даль».
В 1972 году творчеству Даля было посвящена обзорная статья в сборнике «Актёры советского кино» (выпуск VIII, издательство «Искусство»). По словам киноведа Киры Клюевской, проанализировавшей работу Олега в нескольких фильмах — от «Старой, старой сказки» до «Короля Лира», ни в одной из своих ролей артист «не выкладывается до конца»: «Всегда оставляет что-то за кадром. Даёт зрителю возможность подумать, поразмышлять». Как отмечала Клюевская, особенность актёрского дарования Даля определяется словом «современность»:

Современность не только в отборе выразительных средств, хотя и тут о нём можно говорить как о современном актёре тонкой и нервной духовности, а в другом, более глубоком качестве. Его герои современны в каждом своём душевном движении, понятны и близки нам каждым своим поступком. Кого бы ни играл Даль — гвардейского миномётчика Женю Колышкина или лётчика-радиста Соболевского, Солдата или бродячего Кукольника из сказки или печального Шута — в каждой роли артист отыскивает волнующий нас современный мотив. — Кира Клюевская
В то же время сохранились отзывы от зрителей, в которых отмечалось, что порой состояние Даля вызывало у них беспокойство. Так, в конце 1977 года Бюро пропаганды советского киноискусства направило Олега на предновогодние творческие встречи с жителями Новосибирской области; согласно графику, артист должен быть выступать перед публикой в течение шести дней — в общей сложности было запланировано более двадцати мероприятий с его участием. Даль сумел выступить только 25-го и 26 декабря; все последующие встречи были отменены принимающей стороной, а сам актёр улетел в Москву «за свой счёт». Объяснения были даны в официальных и частных письмах, содержавших оценку творческим встречам Даля и адресованных руководству Бюро пропаганды. В обращениях, в частности, говорилось, что выступления артиста представляли собой «возмутительную пьяную разнузданность и провокацию». После проведённой с Олегом беседы дирекция Бюро пропаганды наложила годичный запрет на его встречи со зрителями.

## Последние месяцы. Смерть

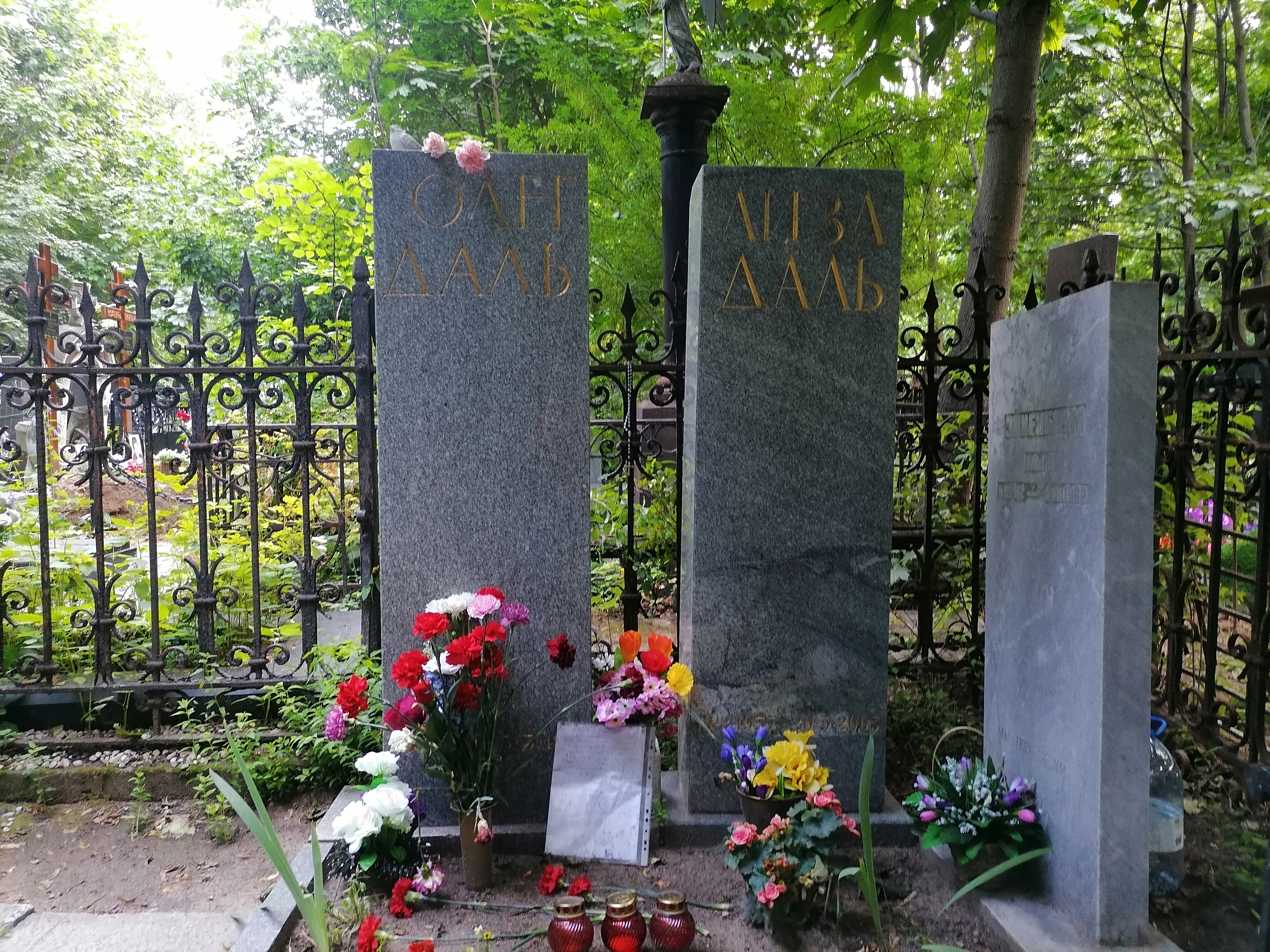
Могила Олега Даля на Ваганьковском кладбище Москвы

В последние месяцы жизни Даль, по утверждению исследователя Александра Иванова, находился в состоянии душевного и физического истощения. Он похудел до пятидесяти килограммов и вынужден был постоянно менять предметы гардероба. В середине января 1981 года обозначились новые симптомы, тревожившие близких актёра: цианоз, сведение мышц, «прострел» связок. Врачи, вызванные к артисту, диагностировали запущенный бронхит, назначили лечебный курс препаратов и рекомендовали Олегу ограничить себя в кофе и сигаретах. Для того, чтобы Даль больше времени проводил на свежем воздухе, Елизавета Апраксина арендовала дачу в подмосковном посёлке Монино, где артист, раздражавшийся от медицинского контроля, начал постепенно восстанавливаться. Он трижды в день совершал с женой пешие прогулки по посёлку, находил силы для расчистки заснеженных дорожек, ведущих к дому. Однако в конце января к рекомендованным докторами лекарствам Даль добавил пиво («для промывки организма»), которое употреблял в немалых количествах — порой до восьми бутылок в день.
Как рассказывала Елизавета Апраксина, зимой 1981 года Олег стал много спать: «Иногда я просыпалась ночью и, с ужасом подскакивая, слушала: дышит ли?». В паузах между сном и прогулками Даль работал за письменным столом. Двадцать пятого января, в день рождения Владимира Высоцкого, Олег сочинил стихотворение, озаглавленное «В. Высоцкому. Брату» и начинавшееся строчками: «Сейчас я вспоминаю… / Мы прощались… Навсегда». Через месяц, в ночь на 26 февраля, артист написал несколько страниц воспоминаний — первая содержала признание: «Да, я прожил дурацкую жизнь!»; на последней были заданы вопросы: «Что у нас там дальше, уважаемая Судьба? Скажем, на следующей неделе? А?…» Несколько ранее, девятнадцатого февраля, Даль получил из Киева сценарий фильма «Яблоко на ладони», который готовил к постановке Николай Рашеев; актёр после знакомства с материалом сообщил, что готов выехать на кинопробы первого марта.
Согласно воспоминаниям однокурсника актёра — Дмитрия Миргородского, Олег по прибытии в Киев не пошёл на пробы, попросив перенести их на следующий день. Утром второго марта, когда Миргородский вошёл в гостиничный номер Даля, Олег, поздоровавшись, сказал: «Митька, а я к тебе умирать приехал». Далее были их прогулки по заснеженному Киеву, во время которых Олег читал стихи, визит к художнику Радомиру Юхтовскому, посещение ресторана «Вавилон» при Доме кино. Когда друзья пришли в гости к брату Миргородского Володе, Олег выпил «50—70 граммов горилки с перцем». По утверждению Миргородского, «это было всё спиртное, что он выпил за сутки». Третьего марта в восемь часов утра брат Миргородского отвёз Даля в гостиницу. Артист умер в своём номере в том же джинсовом костюме, в котором прибыл на кинопробы. Причиной смерти Даля врачи назвали инфаркт миокарда. «Тогда-то Рашеев и сказал известную фразу, что я его споил. Господь его прости», — говорил впоследствии Миргородский. В первые дни после смерти Даля в Москве ходили беспочвенные слухи о том, что он совершил самоубийство.
Панихида по Далю состоялась 7 марта в Малом театре. Как вспоминал Валерий Пендраковский, проститься с преподавателем актёрского мастерства пришли все его вгиковские студенты; они же помогали нести гроб до Ваганьковского кладбища: «Помню Татьяну Лаврову, как она плакала. Лиза стояла совершенно отрешённо».

После его ухода казалось, что кто-то немедленно должен его на экране заменить. <…> Замены не сыскалось. Нужен был не кто-то похожий, а кто-то точно такой же — ни на кого не похожий. Нужен был новый Даль. Такого не бывает. Тем более не могло быть во время, когда проблеск иных далей наглухо замуровали в тупике начала 1980-х.— Наталья Басина

На одном из выступлений Даля по ошибке назвали народным артистом. А надо сказать, что у Олега, сделавшего потрясающие работы в театре, кино, на телевидении, у него необыкновенного талантливого, обожаемого зрителями актёра не было звания вообще никакого. И он вышел на сцену и сказал: «Вы знаете, тут вышла одна ошибочка. Меня назвали народным артистом, а я скорее инородный». Точнее, пожалуй, и не скажешь. Он был как будто с другой планеты или из другой эпохи. Он так и не смог найти компромисса с жизнью или не захотел искать.— Леонид Якубович

## Архив Даля

Материалы для домашней семейной газеты 1971 года. Фрагмент архива. Музей имени А. А. Бахрушина

Частью творческого наследия Даля исследователи называют его архив. В нём содержатся творческие и рабочие дневники Олега, письма, заметки, стихи, наброски пьес и сценариев, черновики рассказов, а также домашние магнитофонные записи и звуковые документы с голосом артиста, сделанные во время его встреч со зрителями. Архив Даля, по данным его биографа Александра Иванова, разрозненный: часть материалов хранится в РГАЛИ, часть — в Театральном музее имени А. А. Бахрушина. Немало документов находится в частных коллекциях, доступ к которым является ограниченным; степень их сохранности неизвестна.
Наибольшие сложности у исследователей, как утверждает Иванов, связаны со систематизацией стихотворных текстов Даля. В среде коллег и однокурсников Олега бытовало мнение, что актёр являлся автором как минимум трёхсот поэтических сочинений, написанных в разные годы «с разным уровнем зрелости и мастерства». При этом найдено не более тридцати рукописных или авторизованных машинописных вариантов стихотворных зарисовок. Даль, по свидетельству близких, относился к собственным поэтическим экспромтам неоднозначно: с одной стороны, он сообщал, что не считает их сочинение серьёзным занятием; с другой — иногда включал свои стихи в программы творческих встреч, читал со сцены зрителям. Стихи Олег начал сочинять, вероятно, в тринадцать-четырнадцать лет; свидетельством тому — поступившая в 1994 году в рукописный архив Музея имени А. А. Бахрушина записная книжка ученика люблинской школы № 2 Олега Даля, на страничках которой содержатся эпиграммы на одноклассников и импровизации на школьные темы. Последние стихотворные наброски сделаны актёром зимой 1981 года. Зарисовка, озаглавленная «Прогулки с котом», начинается так: «И ломать меня ломали, / И терзать меня терзали, / Гнули, гнули до земли, / А я выпрямился…».
Работу над творческим дневником Даль начал вести в студенческие годы; первые заметки, сделанные в объёмной амбарной книге, датированы ноябрём 1960 года. В дневнике крайне редко присутствовала отсылка к бытовым, повседневным подробностям жизни Олега — в основном это были размышления о профессии и природе творчества, а также попытки «отвести душу на бумаге». В первых записях обнаруживается юношеский максимализм («В своих размышлениях я не хочу опираться на чей бы то ни было авторитет»); в последних (февраль 1981 года) чувствуется усталость зрелого человека: «А пока я лишь упираюсь разгорячённой мыслями головой в ледяное стекло и тихо шепчу самому себе: „Поживём — увидим…“».
В 2004 году, после смерти реставратора и звукорежиссёра Сергея Филиппова, из его студии, находившейся на территории Государственного литературного музея, исчезли оригиналы магнитофонных записей с голосом Даля. Филиппов, занимавшийся сбором этих аудиоматериалов в течение двадцати лет, планировал выпустить на их основе десять компакт-дисков. Предполагалось, что в них будут представлены литературные произведения, прочитанные актёром, его интервью на радио и телевидении, домашние концерты, фрагменты репетиций и творческих встреч со зрителями. Эта работа, приуроченная к 65-летию со дня рождения Даля, осталась незавершённой.

## Память

Мемориальная доска. Москва, Смоленский бульвар, № 6—8

Творческой биографии актёра посвящён ряд документальных фильмов и телепередач, снятых в разные годы. В 1995 году на экран вышла телепередача Леонида Филатова «Чтобы помнили», рассказывающая о судьбе Даля. По словам актрисы Валентины Ивановой, после выхода передачи в прессе прозвучало мнение о том, что трагические биографии героев программы «Чтобы помнили», в том числе Даля, во многом связаны с их личными слабостями и пороками. Как утверждала Иванова, Филатов «берёт не просто определённых актёров. Он берёт именно Время. То Время, которое их и любило, и гнало». Олегу Далю также посвящены документальные фильмы из циклов «Больше, чем любовь» (2004), «Мой серебряный шар» (2004), «Последние 24 часа» (2006) и «Острова» (2011).
В 2011 году в Доме-музее Михаила Щепкина (филиале Музея имени А. А. Бахрушина) была организована выставка «Мания совершенства», приуроченная к семидесятилетию со дня рождения Олега Даля. На выставке были представлены фотографии, рисунки, рукописи, личные вещи актёра; основу экспозиции составили материалы и документы из фондов бахрушинского музея, архивов театра «Современник» и Музея кино, а также из частных коллекций друзей и коллег Даля.
В апреле 2021 года в Центральном доме детей железнодорожников, где в школьные годы Олег занимался в театральном кружке и пел в хоре, состоялся финал Пятого московского детского и юношеского конкурса художественного слова «Я — артист» памяти Олега Даля. В название мероприятия вынесен фрагмент фразы, произнесённой однажды актёром: «Я — артист, и этим всё сказано». В 2021 году конкурс, в котором участвовало более ста человек из Москвы, Московской области, Костромы, Тамбова, был приурочен к восьмидесятилетию Даля. Председателем жюри конкурса со дня его основания является актриса Людмила Чурсина.
В том же году в честь 80-летия Даля «Первый канал» выпустил документальный фильм «Плохой хороший человек».
В ноябре 2021 года на стене дома № 6—8, расположенного на Смоленском бульваре, была установлена бронзовая мемориальная доска с изображением артиста и надписью: «Актёр театра и кино Олег Иванович Даль жил в этом доме. 1978—1981». По словам скульптора Филиппа Трушина, приступая к работе над памятной доской, он пересмотрел фильмы с участием Олега, много времени провёл над изучением его фотографий: «У Даля было непростое лицо, нужно было поймать его образ, увидеть его».

## Комментарии
1. ↑   В 2016 году в декабрьском номере журнала «Караван историй» вышли воспоминания племянницы Олега Татьяны Антонюк, содержавшие сведения о том, что отец Даля имел фамилию Жерко. При этом ни в автобиографии Олега Даля, ни в личных листках по учёту кадров, которые актёр представлял при поступлении на работу в различные театры, упоминаний про фамилию Жерко не содержится. В вышедшей в 2021 году книге Натальи Галаджевой «Я — инородный артист» есть воспоминания Татьяны Антонюк «Мой дядя Олег» (стр. 191—196), а также её матери — сестры Даля Ираиды Крыловой «Мой брат» (стр. 181—191). В этих мемуарных записках, воспроизводящих историю семьи, фамилии Жерко нет[3][4].
2. ↑  О возможном родстве артиста и лингвиста упоминали специалисты Всесоюзного музея имени Пушкина. Уже после смерти Даля ленинградский юрист Михаил Любарский исследовал по просьбе дирекции музея портреты Владимира Ивановича, на которых собиратель фольклора изображён в возрасте от двадцати шести до сорока лет, и фотографии тридцатилетнего артиста; на основе данных сравнительной экспертизы было подготовлено заключение о вероятной принадлежности семьи Даля «к одной из ветвей знаменитого рода». Согласно версии Михаила Козакова, работавшего вместе с Олегом в театре «Современник», актёр «скорее происходил из „породы Ефремовых“, чем от далёкой немецко-датской ветви знаменитого Владимира Даля». Олег, как вспоминал Козаков, «в подпитии» туманно намекал на родство с составителем толкового словаря, однако «в трезвом виде никогда на эту тему не заговаривал»[5][6].
3. ↑   12 июля 1980 года был осуществлён срочный ввод Олега Даля на роль Эндрю Эгьюйчика (на замену Константина Райкина по просьбе дирекции и репертуарной конторы театра) в спектакле «Двенадцатая ночь». Это последний выход актёра на сцену театра «Современник»[62].
4. ↑   Роль Мужчины в спектакле «Вкус черешни» Агнешки Осецкой. Театр «Современник». Режиссёр Екатерина Еланская[63].
5. ↑   Роль Алексея Николаевича Беляева в спектакле «Месяц в деревне» Ивана Тургенева. Театр на Малой Бронной. Постановка Анатолия Эфроса[64].
6. ↑   Роль Двойникова Николая Андреевича в спектакле «Выбор» Алексея Арбузова. Ленинградский театр имени Ленинского комсомола. Режиссёры Роза Сирота и Олег Даль[65].
7. ↑   31 декабря 1980 года Даль был срочно введён в спектакль «Берег» на роль Алекса (хозяина кабачка «Весёлая сова») в связи со скоропостижной кончиной прежнего исполнителя этой роли Алексея Эйбоженко[82].
8. ↑   На XIV Международном телевизионном фестивале «Злата Прага» Даль находился в качестве специального гостя; он прибыл туда по личному приглашению директора мероприятия Геннадия Цодра[114].
9. ↑   История со срочным  вводом Даля в спектакль «Вкус черешни», по словам исследователя Александра Иванова,  послужила поводом для возникновения в московской театральной среде  мифа о «стихийной гениальности» актёра.  На самом деле Олег в течение трёх месяцев присутствовал на репетициях в качестве волонтёра и накануне премьеры хорошо знал рисунок роли Мужчины[157].